# Miguel Campins
Miguel Campins y Aura (Alcoy, province d’Alicante, 1880 – Séville, 1936) est un militaire et pédagogue espagnol.
Sous la pression de Queipo de Llano, et bien qu'il ait été proche de Francisco Franco, il est condamné à mort par un conseil de guerre et exécuté le 16 août 1936.

## Biographie

### Synthèse
Fils d’un militaire promu de simple soldat au rang d’officier pour mérites de guerre, Miguel Campins embrassa à son tour la carrière des armes, fréquenta à 17 ans l’Académie d’infanterie de Tolède, dont il sortit lieutenant en second au bout de douze mois seulement. Après une carrière dans différentes garnisons en métropole (Catalogne, puis deux ans dans les Canaries) et un cursus à l’école d’état-major, il fut versé en décembre 1911 dans le régiment de cavalerie blindée en garnison à Melilla, dans le Maroc espagnol. Engagé dans la campagne du Kert (1911-1913), et ayant bientôt reçu le baptême du feu, il participa aux différentes opérations militaires destinées à répondre aux incessantes attaques des rebelles rifains, et fut cité à de nombreuses reprises dans les rapports militaires comme un officier brillant, capable d’un courage inusuel. Dans les années suivantes, notamment en 1914, sous les ordres du général Silvestre, il prit part à quelques opérations d’envergure et réussit à se distinguer, ce qui lui valut de se voir décerner la croix du Mérite militaire à plusieurs reprises. Sa carrière africaine fut interrompue par un intermède dans la métropole de 1915 à 1921 ; caserné notamment à Oviedo, il s’y lia d’amitié avec Franco et eut une certaine part, aux côtés de celui-ci et de Millán-Astray, dans la création de la Légion étrangère espagnole, en particulier pour les aspects d’organisation.
Le gouvernement espagnol décida début 1919 de parachever la domination coloniale espagnole au Maroc. Le plan du général Silvestre, nommé gouverneur militaire à Melilla, qui consistait à lancer des troupes (mal préparées) au départ de trois points avec l’objectif d’opérer leur jonction, se heurta à l’opposition du chef rebelle Abdelkrim et déboucha, par suite en particulier de la massive désertion de supplétifs, sur le désastre d'Anoual d’août 1921, se soldant par plus de dix mille morts espagnols. La ville de Melilla étant à son tour menacée par les rebelles, Campins, alors en poste à Almería, fut dépêché, à la tête d’un bataillon expéditionnaire, pour se porter au secours de la ville menacée, puis pour récupérer, en collaboration avec les troupes de choc sous les ordres de Franco, les positions perdues lors dudit Désastre. Le bataillon accomplit sa mission, et Campins fut reçu en audience par le roi en juin 1922. Après avoir suivi la formation correspondante, Campins fut déclaré en juin 1924 apte au commandement d’une base aérienne.
Au vu des événements, Primo de Rivera décida de réduire le territoire tenu par l’armée espagnole à une ceinture défensive, ce qui impliquait l’abandon de diverses positions (retiradas), opération délicate que Campins contribua à mener à bonne fin. En 1925, l’idée prit forme de lancer une offensive finale franco-espagnole conjointe contre les rebelles rifains, comportant un débarquement amphibie dans la baie d’El Hoceïma, dont le commandement d’une des colonnes, celle de réserve et d’appui, fut confié au lieutenant-colonel Campins (Franco avait été placé à la tête d’une de colonnes de choc). En hommage à son action, la France lui conféra en 1927 les insignes d’officier de la Légion d'honneur.
Pour renforcer l’unité de l’armée, Primo de Rivera avait résolu de créer une Académie militaire générale, chargée de dispenser une formation de base commune à toutes les armes. Primo de Rivera choisit Franco pour la diriger, qui à son tour désigna Campins comme directeur des études. À ce titre, Campins, privilégiant l’éducation sur l’instruction, s’appliqua à rendre les enseignements éminemment pratiques, de se concentrer sur les aspects concrets, et de se limiter à ce qui est primordial (en ce compris la formation physique) ; sans délaisser les matières scientifiques, y étaient inculquées aussi les valeurs militaires, sous-tendues par une éthique de l’honneur, du sacrifice et de la solidarité, au service de l’intérêt commun supérieur. À l’avènement de la république en 1931, Azaña, nouveau ministre de la Guerre, supprima l’Académie de Saragosse, dont il jugeait l’esprit contraire aux idéaux républicains. Campins s’inclina en militaire discipliné, respectueux de la légalité, qui rejetait, sauf motif impérieux, toute intervention de l’armée dans les affaires d’État, et qui n'avait garde de prendre part aux multiples conspirations militaires de l’époque. En mai 1933, Campins rejoignit le cadre du Service d’état-major de l’armée. En poste en Catalogne, il joua un rôle efficace dans la répression du coup de force tenté par Companys en octobre 1934.
Enfin promu général de brigade, il fut chargé début juillet 1936 du commandement de la place de Grenade. Lors du soulèvement militaire du 18 juillet, Campins — légaliste par principe et ignorant de ce qui se tramait dans les cercles séditieux, dont il s’était toujours tenu éloigné, et n’ayant vraisemblablement pas reçu le fameux télégramme de Franco du 18 juillet appelant à la rébellion — rechigna à décréter l’état de guerre comme le lui enjoignit Queipo de Llano, et ne rallia les insurgés que le 20 juillet, après que le gouvernement de Madrid lui eut donné l’ordre de distribuer les armes au peuple, ce qui valait motif impérieux. Cette hésitation initiale, ainsi que d’autres actions de Campins, interprétées avec malveillance comme signes de duplicité, lui valurent une condamnation à mort devant le conseil de guerre, en procédure accélérée, sentence exécutée le 16 août en dépit des démarches insistantes de Franco en faveur de son ami.

### Ascendances et jeunes années
Miguel Campins Aura avait pour père le lieutenant d’infanterie Miguel Campins Cort, qui était entré dans l’armée en 1868 comme soldat volontaire (« sans solde ») et qui, gravissant les échelons à la faveur d’une série d’avancements pour mérites de guerre à Cuba, s’était hissé des grades les plus bas jusqu’au statut d’officier. Il avait été grièvement blessé lors d’une des multiples opérations militaires auxquelles il avait participé et détenait de nombreuses décorations. Se trouvant fortuitement à Alcoy, dans le Levant, où, à l’issue de longues années de campagne à Cuba, lui avait été assigné un poste après sa dernière promotion, il fit la rencontre de Juana Concepción Aura Calvo, qui devint son épouse en 1879 et donna naissance l’année suivante à son premier enfant Miguel. En 1883, le couple élut domicile à Valence, où le lieutenant restera jusqu’en 1886 et où allaient sévir, pendant que le ménage y résidait, plusieurs crises économiques, provoquées ou aggravées par les guerres civiles et coloniales, auxquelles s’ajouta en 1885 la dernière épidémie de choléra du siècle en Espagne. Cette épidémie causa, comme les précédentes, des milliers de victimes, et si elle se propagea sur la quasi-totalité du territoire national, frappa plus particulièrement la région du Levant et son chef-lieu Valence. Concepción Aura contracta la maladie et succomba en juillet, et peu après périt aussi son fils César. Le lieutenant Campins eut la charge de la ligne de surveillance sanitaire (cordon sanitaire) établie par les autorités entre différents villages de la province.
L’année suivante, le père, survivant avec son fils Miguel de la tragédie sanitaire, sollicita, en dépit de l’opposition de sa parentèle, une réaffectation à Cuba. Il fut alors versé dans le service d’inspection de l’Infanterie et Milices à La Havane, où il servit jusqu’en 1891 dans des tâches purement administratives. En 1891, le lieutenant Campins sollicita et obtint un congé de quatre mois pour retourner en Espagne avec son fils, dans le but de laisser celui-ci en pension dans la métropole. Le fils Miguel, alors âgé de 11 ans, et commençant à montrer quelques signes d’une vocation militaire, fut recueilli par son oncle maternel, qui à titre de tuteur s’occupa des études de l’enfant. Celui-ci fut placé en internat dans un collège d’orphelins à Madrid, où il restera jusqu’en 1896. Le père pour sa part retourna à Cuba pour y poursuivre sa carrière militaire et prendre part à différentes campagnes. Promu entre-temps au grade de lieutenant-colonel et ayant convolé en secondes noces, il s’en revint définitivement en Espagne en 1898 et fixa sa résidence à Barcelone.

### Formation militaire
En août 1896, le jeune Campins, âgé alors de 16 ans, fut inscrit au Collège préparatoire militaire de Trujillo, en Estrémadure, pour y achever ses études secondaires et se préparer aux épreuves d’entrée de l’Académie d’infanterie de Tolède. Le cursus dans cette nouvelle académie s’étendait sur trois années, et les candidats à l’entrée devaient être reçus à un examen préalable, en plus d’être titulaire d’un baccalauréat en arts ou d’un certificat équivalent. Miguel Campins, alors âgé de 17 ans, remplissait ces conditions et réussit les épreuves d’arithmétique, d’algèbre (jusqu’aux équations du second degré), de géométrie plane et dans l’espace, de trigonométrie rectiligne, de traduction à partir du français, et de dessin, obtenant d’excellentes notes, aucune en dessous de la mention bien (« notable »).
En raison du besoin croissant d’officiers subalternes qu’avait l’infanterie espagnole, en particulier à partir de 1895, quand les États-Unis manifestaient des visées sur Cuba, le plan d’études tel qu’élaboré en 1893 ne put pas être mis en œuvre. Ainsi, la durée des études baissa progressivement pour les élèves entrés à l’Académie dans les années suivant 1893, jusqu’au point où, en accord avec les dispositions de l’Ordre royal du 22 février 1897, les élèves, dont Campins inscrit en juin 1897, terminaient leur préparation académique en un cursus réduit à douze mois (« curso abreviado »). Un an et vingt-cinq jours plus tard, Campins fut nommé lieutenant en second d’infanterie (en l'absence de son père, alors stationné à Cuba), puis incorporé au régiment d’infanterie d’Asie no 55, cantonné à Figueras.
À Figueras, il connut la tranquillité de la vie de garnison, caractérisée par de fréquents déplacements et par des services à différents endroits en Catalogne. Outre la fonction de porte-drapeau, il remplit aussi celle d’enseignant à l’école des élèves-aspirants, qu’il allait exercer jusqu’à son départ de Catalogne. En février 1902, son unité se transporta à la place militaire de Reus, pour affronter la grève générale révolutionnaire qui depuis le début de cette année avait éclaté dans quelques villes catalanes. La grève lancée en janvier par les métallurgistes barcelonais, qui réclamaient une réduction de leur journée de travail, tourna le mois suivant à la grève générale, qui s’étendit à Sabadell, Terrassa, Sants, Tarragone et Reus. Le capitaine-général décréta l’état de guerre et l’armée intervint contre les grévistes, dirigés par des organisations à tendance anarchiste. L’on ne sait rien sur ce qui se passa pendant le bref séjour (huit jours) de Campins à Reus.
Promu par effet d’ancienneté au grade de lieutenant en premier en 1903, il fut muté en novembre de la même année à Barcelone avec son bataillon. Il effectua quelques manœuvres à Berga, aux mois d’avril, mai et juin 1906, lors desquelles il remplit sa mission avec professionnalisme et eut à accomplir quelques tâches difficiles, ce qui lui valut la croix de 1re classe de l'ordre du Mérite militaire.
Par Ordre royal du 26 juillet 1906, il fut versé le 28 août suivant dans le bataillon de Chasseurs de Fuerteventura no 22, en garnison à Puerto de Cabras (rebaptisé en 1956 Puerto del Rosario), où il se vit confier l’instruction des élèves-aspirants, puis plus tard, aussi celle des sergents. En 1908, au terme de deux ans de service dans les Canaries, il réussit a Santa Cruz de Tenerife les épreuves d’entrée à l’École supérieure de guerre de Madrid (école d’état-major, créée en 1893), dans laquelle il fut admis à s’inscrire comme élève le 1er septembre. Dans ces études, qui, en accord avec le plan de 1893 (modifié en 1904), avaient une durée de deux années, une grande importance était attachée à l’histoire militaire et à la critique de quelques campagnes modernes, et où de façon générale tous les cours non essentiellement pratiques étaient limités ou supprimés. Miguel Campins y assista aux cours des années 1908-1909 et 1909-1910, déjà en tant que capitaine d’infanterie, grade pour lequel il avait atteint l’ancienneté correspondante.
Pour effectuer ses stages pratiques, il fut destiné en 1911 au Groupe d’escadrons de cavalerie de Ceuta, au Maroc, d’où il fut bientôt rappelé à la Péninsule. Le 11 décembre 1911, il prit le commandement du 1er escadron du régiment de cavalerie blindée no 10 d’Alcántara, en garnison à Melilla.

### Carrière militaire au Maroc (1911-1915 & 1921-1926)

#### Guerre du Rif: contextualisation
Quand Campins arriva en Afrique, il se vit entraîné dans un conflit où s’entremêlaient les intérêts de l’Espagne, de la France et du Royaume-Uni, principalement, et dans lequel l’Espagne s’engagea avec témérité, sous la pression d’une part d’une armée désireuse de se dédommager des récentes défaites subies dans les colonies d’outremer, d’autre part d’une oligarchie financière ayant des intérêts, essentiellement miniers, dans le Maghreb.
L’Espagne avait faussement cru, grâce au pacte secret de 1904 conclu avec la France, que le nord du Maroc, avec Fès et Taza, lui avait été adjugé. La question du Maroc fut ensuite réglée le 16 janvier 1906 par la conférence internationale d’Algésiras, où, estime Andrée Bachoud

« les Espagnols, flattés d’être enfin associés à une négociation internationale après tant d’années d’isolement diplomatique, signent alors l’accord le plus négatif qui leur ait été proposé jusque-là, car il confirme leur autorité au Maroc sur le territoire le moins contrôlable qui soit : la chaîne du Rif, qui en constitue l’axe principal, aligne sur 300 kilomètres ses sommets coupés de cols impraticables. En outre, entre les deux versants sud et nord la communication est à peu près impossible, sinon par le territoire français. Cette zone est par ailleurs peuplée de tribus berbères hostiles depuis des siècles à toute pénétration étrangère. »

La fréquence des combats et les très lourdes pertes espagnoles infligées par les Rifains révoltés rendaient nécessaires un renouvellement constant des cadres et la mise à contribution des jeunes officiers.
À partir de 1902, l’autorité du sultan avait décliné à mesure que s’aggravaient les problèmes internes du pays et surtout après que Bou Hamara el-Roghi, fils présumé d’un monarque antérieur, se mit à revendiquer ce qu’il considérait être ses droits au trône. Dans les années suivantes, l’Espagne assista impassible aux tentatives du prétendant de consolider son pouvoir dans l’extrême nord-oriental du Maroc, en même temps qu’il s’appliquait habilement à associer son destin aux intérêts financiers et économiques de l’Espagne et de la France. Capturé finalement par les troupes du sultan, el Roghi fut exécuté en 1909, toutefois avec lui disparut le dernier élément de stabilité dans une région où le gouvernement marocain n’avait jamais réussi à imposer totalement son autorité.
Dès ce moment, la région fut plongée dans l’anarchie ; les mines que l’Espagne exploitait à proximité de Melilla se voyaient menacées par les tribus (kabilas) rifaines hostiles, et le gouvernement espagnol chargea le commandant en chef de la ville, le général Marina, de prendre toutes mesures opportunes pour protéger les mineurs. En 1909, les Rifains attaquèrent les ouvriers qui construisaient la voie ferrée unissant Melilla aux mines de fer dont l’exploitation était imminente. Après que se furent produits les premiers assassinats en juillet 1909, l’armée intervint en fortifiant des positions hors du territoire espagnol de Melilla. La subséquente réaction des kabilas eut pour effet de déclencher le conflit que l’Espagne redoutait tant. L’Espagne envoya des renforts, mais, contrôlant mal le terrain et manquant d’une base logistique, elle s’achemina vers le fameux désastre du Ravin-aux-Loups (Barranco del Lobo, en espagnol) du 27 juillet 1909. Les troupes espagnoles manquaient des indispensables services d’intendance pour une entrée en campagne, en raison de quoi la dénommée « guerre du Maroc » se transforma pour l’Espagne en une série interminable et ruineuse d’incidents sanglants, souvent catastrophiques,. Cependant, les troupes espagnoles finirent par s’adapter et vers la fin de l’été 1909, le général Marina commença à dominer la situation, ses colonnes mobiles occupant en effet la région de Quebdana et réussissant à atteindre la cime du mont Gurugu le 29 septembre,. À partir de ce moment, la résistance rifaine s’effrita et en janvier 1910 la paix fut signée entre les chefs maures locaux et les autorités espagnoles, garantes (nominalement du moins) de l’autorité du sultan. Mais à partir de septembre 1911, le chef de la résistance rifaine El Mizzian se mit à prêcher le djihad contre les Espagnols et reprit ses opérations de guérilla, causant de lourdes pertes à l’armée espagnole,.
La campagne de Melilla et l’exécution de l’anarchiste Francisco Ferrer avaient provoqué une grave crise politique dans la métropole, que la France, en occupant Fez en mai 1911, tenta d’exploiter pour éliminer l’Espagne du territoire marocain, mais les Espagnols répliquèrent le mois suivant en occupant Larache, puis El-Ksar peu après. En août, le président du Conseil José Canalejas prit prétexte d’une agression kabyle sur les bords du fleuve Kert contre un détachement de la Commission cartographique de l’état-major pour donner mission à un corps de troupes d’élargir les frontières de la zone espagnole, nouvelle campagne contre laquelle la population espagnole protesta par la grève générale d’août 1911.
En mars 1912, le sultan du Maroc accepta officiellement l’instauration d’un protectorat français sur tout le pays, et en novembre, Paris et Madrid scellèrent l’accord formel qui cédait à l’Espagne une certaine « zone d’influence » grande d’à peine 5 % du territoire, qui fut proclamée telle en février 1913. En réalité, le protectorat espagnol, territoire morcelé et inhospitalier dont le cœur est le Rif, n’était qu’une zone cédée à l’Espagne au sein de l’ensemble du Protectorat français du Maroc ; le plan s’inscrivait en effet dans la politique coloniale française qui recherchait la collaboration de l’Espagne dans le but de contenir les Britanniques et de faire échec à toute tentative de pénétration de l’Allemagne,. Les Espagnols avaient le sentiment de n’avoir reçu que des miettes du gâteau marocain dont la France avait eu la meilleure part, et l’armée espagnole, qui allait payer très cher la mise en place du protectorat dans cette région, en conçut une frustration certaine.

#### Campins dans la campagne du Kert (1911-1913)
Début octobre 1911, les hostilités avaient donc repris de l’ampleur. Les troupes espagnoles stationnées sur la rive droite du fleuve Kert reçurent l’ordre de le franchir ; l’opération fut un succès, mais les nombreuses pertes déclenchèrent une nouvelle vague de protestations dans la Péninsule. El Mizzian repassa le Kert et attaqua avec succès les postes avancés espagnols, dont un grand nombre se retrouvèrent isolés, pendant que le commandement des troupes était virtuellement assiégé à Melilla. Au moment où le capitaine Campins rejoignit sa nouvelle unité, l’armée de Melilla était engagée dans une nouvelle offensive qui préserva la ville du péril et qui força El Mizzian à repasser définitivement le Kert.
Campins reçut le baptême du feu le 19 décembre 1911 lorsque, faisant partie de la colonne militaire du colonel Aizpuru, il quitta le campement de Ras-el-Meduah pour assurer la protection des convois et affronta le feu ennemi dans la plaine d’Infantazas. Le plan de l’armée espagnole, mis en œuvre dans les derniers jours de 1911, consistait à expulser l’ennemi du territoire de Beni Boughafer (Melilla) pour le contraindre à traverser le Kert, à son cours inférieur, le désignant comme cible facile pour les trois canonnières de la marine qui croisaient près de l’embouchure du fleuve. Sur terre, cinq colonnes participèrent à l’opération, dont celle d’Aizpuru, à laquelle s’était joint ce jour-là le capitaine Campins à la tête d’un escadron du régiment d’Alcántara. Pendant cette campagne du Kert, Campins fut cité à de nombreuses reprises dans les rapports militaires comme un officier brillant, capable d’accomplir des actes d’un courage inusuel, propres à provoquer le désarroi dans les rangs ennemis.
Campins resta dans le secteur des derniers jours de 1911 aux premiers de 1912, changeant continuellement de position, remplissant des missions de reconnaissance et s’exposant au feu ennemi en plusieurs occasions. Le 6 janvier 1912, il retourna à Melilla en vue d’une réorganisation générale des forces, laquelle entraînera la dissolution de la colonne Aizpuru. Le 18 janvier, ayant intégré la brigade de cavalerie, il participa à l’occupation du Mont Arrouit en combattant la harka qui tenait cette position. Le reste du mois et du mois de février se passa en diverses missions de reconnaissance. Le 22 janvier eut lieu une vaste opération avec l’objectif de sécuriser la rive droite du Kert, en réponse aux incessantes attaques dont les troupes espagnoles les plus avancées étaient l’objet de la part de groupes de Rifains franchissant impunément le fleuve. Les forces espagnoles, organisées en cinq colonnes effectuant l’offensive principale, plus une sixième (placée sous les ordres du général Navarro et dont faisait partie Campins) chargée de sécuriser Ulad Ganen et Tagsut, se déroula favorablement, les cinq colonnes atteignant leurs objectifs. Entre-temps, les forces de Navarro avaient progressé vers les points prévus, puis entamé le repli selon le plan, mais furent attaquées inopinément au crépuscule par l’ennemi, tapi dans les ravines profondes et escarpées. Les troupes espagnoles réagirent en transformant le désastre naissant en une grande victoire. Campins, qui avait, tout au long de la journée, pris part aux combats, fut récompensé de sa remarquable conduite par une nouvelle croix de 1re classe du Mérite militaire avec insigne rouge. Durant les mois d’avril et mai 1912, Campins continua, toujours au sein de la colonne Navarro, de participer à différentes opérations dans la zone. La campagne du Kert, dont les principales actions avaient pour objet de s’emparer de différents points proches du fleuve, afin d’empêcher la pénétration ennemie dans les territoires environnant Melilla, se solda par la victoire des Espagnols. Celle-ci rendit possible la mise en place du protectorat espagnol sur le Nord du Maroc.
Campins fut affecté au régiment d’artillerie de montagne de Melilla, qu’il rejoignit le 14 mai 1912, juste à temps pour prendre part à la grande offensive prévue pour le lendemain, mobilisant six colonnes avec 15 000 hommes au total, avec pour objectif la prise de Haddou Allal ou-Kaddour. Outre cet objectif principal, elle visait à occuper de façon permanente les hauteurs proches d'Ulad Ganen et de Tauriat Hamed pour y établir quatre positions fortifiées. Tout se déroula comme prévu, les différentes unités opérant un déploiement réussi, en fortifiant et garnissant adéquatement les positions concernées. L’ensemble de la brigade de chasseurs de Navarro fut mise à contribution dans cette opération, le capitaine Campins en particulier ayant pour mission de positionner ses soldats à Kaddour jusqu’au 19 mai. Fait notable, El Mizzian périt lors de l’opération, le 15 mai. La campagne apporta aussi la preuve définitive de l’efficacité, en tant que troupes de choc, des Réguliers indigènes, nouvelles unités supplétives mises sur pied en 1909. Dans ces unités servaient, outre leur commandant en chef et organisateur, le lieutenant-colonel Dámaso Berenguer, également Sanjurjo, Cabanellas, Mola, Núñez de Prado et, plus tard, Francisco Franco, qui formeraient, avec Campins (qui ne servait pas encore dans les Réguliers à cette époque), le premier noyau de la future caste des « africanistes »,, constituée au cœur de la caste militaire. En Afrique, des milliers de soldats et des centaines d’officiers avaient déjà péri ; c’était une affectation risquée, où de jeunes officiers s’incorporaient à une armée espagnole dont l’équipement était dépassé, les troupes démotivées et le corps d’officiers peu compétent, ces derniers se contentant de répéter les tactiques qui avaient déjà échoué dans les guerres coloniales antérieures ; mais c’en était une également où la politique d’avancement pour mérites de guerre apportait la promesse d'une carrière militaire rapide.

#### Capitainerie générale de Melilla et campagne de Larache (1913-1915)
Campins fut ensuite versé dans la Capitainerie générale de Melilla, puis, à partir de 1913, exécuta des tâches administratives au Dépôt de guerre. De là, Campins s’en fut ensuite à la Commission du plan de Minorque, dans les Baléares, puis, à partir du 9 juin 1913, à la Commission du plan militaire de Valladolid, où il servit jusqu’en août. En septembre, il fut déclaré apte à accomplir des missions d’état-major, ayant obtenu le diplôme correspondant.
Retourné en Afrique le 19 septembre 1913, il se présenta au centre de commandement de Larache, et fut aussitôt destiné au bataillon de chasseurs de Las Navas no 10, cantonné à Arcila. Il y débuta en accompagnant les convois et en inspectant différentes positions sur le territoire.
Mohamed ben Abdallah el-Raisuni, principale autorité musulmane dans la partie occidentale de la péninsule de Yébala, descendant du prophète Mahomet et membre d’une importante famille de la région, sorte de seigneur féodal, qui avait obtenu en 1908 que le sultan le nomme caïd dudit territoire et pacha de la ville côtière d’Assilah, s’était donné pour objectif de réaliser l’indépendance de la région vis-à-vis du sultan, mais se heurta au problème du manque d’unité des différentes tribus rifaines.
Le mois suivant, les escarmouches autour de Tétouan et de Larache allaient s’accroissant dans le cours de l’été. La réaction militaire modérée du Haut-Commissaire, le général Alfau, qui se borna à établir un système de fortifications pour sécuriser les communications entre Tétouan, Ceuta, Tanger et Larache, fut interprétée par El Raisuni comme une marque de faiblesse,. En janvier 1914, le général Silvestre mit en marche son nouveau plan d’opérations, consistant à occuper des points stratégiques le long de la ligne de démarcation de la zone internationale de Tanger. La première opération de l’année eut lieu le 11 janvier et était destinée à châtier les villages hostiles de la rive droite de l’Aixa, en vue de quoi Silvestre organisa deux colonnes, dont la seconde, où se trouvait Campins à la tête de la compagnie d’avant-garde de la colonne, s’engagea dans un rude combat avec l’ennemi retranché dans Sidi Embarek et d’autres villages. En 1915, le capitaine Campins, déclaré susceptible de promotion pour la deuxième fois en l’espace de deux ans, monta au grade de commandant pour mérites de guerre, et se vit décerner la croix de Marie-Christine.
Campins participa à une nouvelle opération le 16 février, exécutée par trois colonnes, celle du centre, sous les ordres du lieutenant-colonel Berenguer, le supérieur de Campins, prenant sur elle l’effort principal. Campins resta avec sa compagnie en garnison, mais dut résister à une attaque nocturne des tribus rifaines, et entreprit le lendemain de fortifier la position. Toutes ces opérations eurent pour effet de provoquer un profond désarroi chez l’ennemi et de diminuer fortement le nombre de suiveurs d’El Raisuni. Du reste, dans les mois suivants, les affrontements avec les tribus hostiles se firent rares, et Campins se contenta depuis lors de se déplacer avec ses troupes d’une position fortifiée à une autre.
Le 13 septembre 1915, Campins participa à l’opération de Xar el Haman, dont l’objectif final, en plus de consolider les communications avec la zone internationale, était de se rapprocher du fort de Zinat, position clef pour garder libre le corridor entre Tanger et Tétouan. La dernière opération de l’année fut celle menée avec succès contre Cudia R’gaia, conquise le 18 novembre, au moyen d’un considérable déploiement de forces, que commandait Silvestre lui-même. Campins, présent lors de cette opération, fut récompensé par une nouvelle croix du Mérite militaire de 1re classe.

#### Intermède dans la métropole (1915-1921); rôle dans la création de la Légion étrangère
En mars 1915, Campins fut incorporé à titre de commandant dans le 3e bataillon du régiment d’infanterie Vizcaya no 51 à Alcoy. Sans pour autant interrompre ses fonctions dans son bataillon, il exerça aussi comme juge d’instruction du régiment, ce qui lui permit de se familiariser avec les différents aspects de la justice militaire, expérience qu’il aura l’occasion de mettre à profit au cours de sa carrière. Un an plus tard, alors qu’il était déjà destiné à Madrid, il épousa María de los Dolores Roda Rovira, fille d’un administrateur des douanes, avec qui il aura trois enfants dans les années suivantes. L’an 1917 se passa dans la capitale espagnole, où Campins établit sa première résidence privée et où vint au monde son premier fils Miguel.
En 1918, affecté à Oviedo et promu au grade de commandant-major du régiment d’infanterie du Prince no 3, il jouit d’une tranquille vie de garnison, vit naître son deuxième fils, et connut personnellement Francisco Franco — lui aussi commandant et promu pour ses mérites dans la guerre d’Afrique —, qui se trouvait occuper un poste dans le même régiment et avec qui il se lia d’amitié. Campins comme Franco étaient en vif désaccord avec les Juntas de Defensa, en particulier avec la volonté de celles-ci d’instaurer dans l’infanterie un tableau d’avancement « fermé », c’est-à-dire strictement déterminé par l’ancienneté. Campins s’était déjà vu frustré de sa première ascension au lendemain de Haddou Allal ou-Kaddour, notamment par suite de la pression exercée dans la Péninsule par les militaires opposés à l’avancement pour mérites au combat et dut se satisfaire d’une « Marie-Christine ».
Il n’est attesté dans aucun écrit de Campins qu’il ait eu quelque part dans la création et la mise sur pied de la légion étrangère espagnole, pas plus que sa feuille de service ne comporte aucune référence à la fondation du Tercio. Il est probable pourtant que Campins soit intervenu en quelque manière dans cet événement, ainsi que du reste la tradition familiale le suggère. Franco et Millán-Astray, qui s’étaient connus lors d’un cours de tir d’artillerie à Valdemoro, étaient parvenus à la conclusion que les manuels de tactique d’infanterie devaient être impérativement révisés, et que surtout l’infanterie espagnole devait être entraînée à exploiter le terrain à des fins défensives et offensives. Campins, acteur des rudes campagnes du Kert et de Larache, ne pouvait que souscrire à ces points de vue. On peut, dans la création du Tercio, conjecturer une répartition des tâches et compétences décidée à Oviedo, par laquelle était laissée à Franco les questions purement opérationnelles du Tercio, tandis que Campins, qui pouvait faire état de son expérience comme officier de cavalerie et d’artillerie acquise en particulier lors de ses stages pratiques d’état-major, prenait sur lui les aspects d’organisation et conseillait Franco, futur commandant en second de l’unité, à propos de l’uniforme le plus adéquat sur le théâtre marocain. Il est vraisemblable que Campins et Franco aient esquissé à Oviedo quelques-uns des éléments de l’équipement du légionnaire qui contribueront plus tard à façonner le mythe du légionnaire, tels que p. ex. la typique chemise aux manches retroussées.
Changeant une fois encore d’affectation, Campins commanda à partir du 19 juin 1919 le 3e bataillon du régiment d’infanterie Covadonga no 40, en garnison à Madrid, poste qu’il occupera jusqu’en avril 1921, avant d’être nommé inspecteur des académies de régiment (pour hommes de troupe et sous-officiers) et membre de la Commission d’étude et de proposition sur le matériel de cantonnement et de logement militaires. En février 1921, il fut promu lieutenant-colonel par effet d’ancienneté et versé dans le régiment d’infanterie de Galice no 19, mais fut muté presque aussitôt vers le régiment d’infanterie de Navarre no 25, caserné à Lérida, où il ne restera que jusqu’à fin juillet.

#### Retour en Afrique (1921-1926) et désastre d’Anoual
Le gouvernement, en accord avec le roi et avec l’armée, résolut début 1919 à prendre des mesures plus énergiques afin de consolider définitivement le pouvoir colonial espagnol, et à cet effet mit au point un plan d’action destiné à étendre l’hégémonie de l’Espagne sur sa zone d’influence marocaine. Un élément important de cette nouvelle stratégie était la nomination du général Dámaso Berenguer au poste de Haut-Commissaire du Maroc. Alors que dans les mois suivants les attaques rifaines se multipliaient, El Raisuni fut déclaré hors la loi par le sultan ; au long de l’été suivant, des affrontements violents se succédèrent dans le Nord et le Centre de la péninsule de Yébala, se soldant le 6 octobre par l’occupation espagnole définitive de la forteresse du Fondak d’Aïn Yédida. Il fut alors décidé par le gouvernement de pousser plus avant la pénétration dans le Rif, la zone centrale du Protectorat qui s’était jusque-là maintenue totalement hors de portée de l’administration espagnole. Dans cette optique, le général Fernández Silvestre, gouverneur militaire de Ceuta et homme d’action, fut destiné au même poste à Melilla, d’où il reçut l’ordre de faire mouvement avec ses troupes vers l’ouest, avec l’objectif d’opérer la jonction avec celles de Berenguer, lequel pour sa part lancerait son offensive vers la sud de Tétouan, et avec celles du général Barrera, qui ferait pression en direction de l’est à partir de ses positions dans la zone de Larache. Cette stratégie produisit d'abord de bons résultats dans le courant de 1920.
La soumission des tribus de l’intérieur était indispensable pour consolider la position espagnole dans le Rif, mais depuis 1918, ce projet se heurtait à l’opposition du caïd de Beni Urriaguel, Abdelkrim el-Khattabi, qui avait évolué d’une position de franche coopération avec les autorités espagnoles vers une hostilité viscérale. Malgré la résistance des Beni Urriaguel qui, depuis la fin du mois de mai 1920 harcelaient les colonnes de ravitaillement de Fernández Silvestre, celui-ci ne jugea pas opportun de suspendre les opérations en attendant des renforts, comme le préconisait Berenguer. Le 31 mai, un tabor (bataillon) de Réguliers marocains au complet se mutina dans le poste avancé d’Abarrane et rallia les tribus rebelles après avoir assassiné ses commandants.
Berenguer et Fernández Silvestre tinrent conseil à Melilla où ce dernier sut faire prévaloir son opinion de poursuivre l’avancée avec les maigres forces qui lui restaient, supposées pouvoir équiper en hommes une longue ligne de positions et de fortins s’étendant de Melilla à Anoual. Fernández Silvestre, qui s’était transporté à Anoual, assista impuissant à la perte d’Iguériben et à l’offensive de la harka contre son campement, qui hébergeait 4 000 soldats espagnols. Dans la nuit du 21 au 22 juin 1921, les officiers réunis en conseil votèrent en faveur de la retraite, mais le départ éperdu hors de la position d’Anoual se transforma bientôt en sauve-qui-peut. Fernández Silvestre périt dans le campement, probablement par suicide ; des centaines de Rifains rallièrent AbdelKrim, et des centaines de Regulares, natifs de la région, désertèrent l’armée espagnole. Les seules défenses existant entre Anoual et Melilla étaient une série de faibles fortins et trois ou quatre camps à demi fortifiés.
Le dernier acte du désastre eut lieu sur la position du Mont Arrouit, où le général Navarro, commandant en second derrière Fernández Silvestre, avait trouvé refuge avec ce qui subsistait des unités battues, après sept jours de tentatives infructueuses de contenir la débandade. La position résista jusqu’au 9 août, après quoi Navarro se rendit et fut fait prisonnier ; la plupart des soldats furent massacrés au couteau. Pour comble, Melilla elle-même était à présent menacée directement par la victorieuse harka d’AbdelKrim. Par son bilan de plus de dix mille morts espagnols, le désastre d’Anoual eut des conséquences graves et prolongées sur la vie politique espagnole.
Entre-temps, à la mi-septembre 1921, 30 000 hommes s’étaient concentrés à Melilla, qui, aux côtés des Regulares de Ceuta et du Tercio envoyé en avant-garde, amorcèrent les opérations de reconquête. Au même moment où se déroulait la tragique retraite d’Anoual, le lieutenant-colonel Campins fut affecté au régiment d’infanterie La Corona no 71, de garnison à Almería, qu’il rejoignit le 1er août. Cette unité, étant établie dans le port espagnol le plus proche de Melilla, fut la première à dépêcher un bataillon expéditionnaire destiné à se porter au secours de la ville marocaine menacée, bataillon qui débarqua sur le sol marocain le 24 août. Les plans de la première phase de reconquête furent exécutés à la perfection, sous la supervision directe du Haut-Commissaire et du général Cavalcanti, nouveau commandant-général de Melilla. Dans un premier temps, les troupes s’employèrent à assurer les lignes de défense de Melilla, pour ensuite prendre à tâche de récupérer les positions perdues lors du Désastre. Campins y participa avec son unité.
À la fin de 1921, les troupes espagnoles progressaient de façon fort satisfaisante, malgré la fermeté des hommes d’AbdelKrim, bien équipés grâce au matériel capturé aux forces espagnoles. Dans les premiers mois de 1922, l’avance espagnole se poursuivit sur le front oriental, plus particulièrement en mars et avril, lorsque les troupes espagnoles atteignirent le bastion le plus important de la tribu de Beni Saïd. Campins, qui avait avancé à la tête de son unité, eut l’occasion de démontrer ses capacités dans une nouvelle mission à haute responsabilité : le commandement de colonnes, qu’il exerça deux fois consécutives en février et mars 1922.
Le 6 avril, à la tête de son bataillon et au sein de la colonne du général González de Lara, Campins prit part à la pénible prise des villages de Chémorra et de Naar-el-Lal, au prix d’un dur affrontement avec les Rifains. Deux jours plus tard, l’objectif était Dar-el-Quebdani, où González de Lara confia à Campins la conquête d’Erguina et de Casas de Fumini ; le bataillon remplit ses objectifs, notamment au moyen d’une charge à la baïonnette. Au lendemain de cette action, l’unité et son chef furent félicités télégraphiquement par le ministre de la Guerre, par le Haut-Commissaire et par le Commandant-Général du territoire. Après la prise de Dar el Quebdani, le bataillon La Corona apporta son concours à la prise de Timayats et de Alcazaba Roja, accomplit plusieurs missions de protection de convois, et le 15 mai, au bout de plusieurs journées de marche, arriva à Melilla, où il s’embarqua le soir même pour Almeria. Campins fut reçu en audience par le roi le 16 juin 1922, et le 14 août la médaille militaire fut décernée à titre collectif au bataillon du régiment La Corona no 71.
Durant leur séjour en Afrique, Franco et Campins avaient renoué leur ancienne amitié datant des années de leur affectation commune à Oviedo. En décembre de la même année, le Tercio commandé par Millán-Astray et Franco, ainsi que le groupe de forces régulières de Ceuta no 3 sous le commandement de González-Tablas et de Mola, et que le régiment de Campins, se voyaient remettre, des mains mêmes du roi, la Médaille militaire. Les talents opérationnels de Millán-Astray et de Franco s’étaient exercés dans le cadre de la solide structure de cette force, dont Campins avait tracé la première ébauche quelques années auparavant dans les Asturies.

#### Passage par l’aviation militaire
Les besoins de la guerre du Maroc avaient agi comme stimulus au développement de l’aviation ; les opérations tactiques et l’observation aériennes allaient dès ce moment s’imposer progressivement comme un complément indispensable à l’armée de terre. Dès le début de la campagne de reconquête des positions perdues, l’aviation avait été présente dans tous les combats de quelque importance. Toutefois, les vols continuels d'aviateurs, préalablement mutés à Melilla, pour tenter de ravitailler depuis les airs les assiégés du Mont Arrouit, s’étaient révélés peu efficaces, étant donné que les besoins de ces derniers en munitions, nourriture et boisson dépassaient les capacités limitées des avions d’alors, qui en outre couraient de grands risques à voler à basse altitude pour accomplir les largages.
En mars 1922, par voie de décret royal, le gouvernement espagnol procéda à une réorganisation de l’aéronautique militaire, laquelle devint une section du ministère de la Guerre, composée de deux services : Aérostation et Aviation. Le lieutenant-colonel Campins était directement concerné par cette nouvelle législation, attendu qu’en septembre 1923, après plusieurs mois de garnison à Almería, il avait été choisi pour suivre le Cours d’aéronautique pour Chefs de base aérienne et qu’il s’était incorporé en octobre à la base de Cuatro Vientos près de Madrid, où il avait entamé ses études et ses stages pratiques d’observateur d’avion. Il ne s’agissait pas pour Campins (ni pour le commandant Mola, inscrit à la même formation) de devenir des pilotes de combat experts, de mettre à profit leur expérience pour commander des unités tactiques aériennes, et dans la mesure du possible d’être capable de piloter un avion et d’exécuter des missions d’observation aérienne. Campins décrocha, comme ses camarades, le titre d’observateur aérien et se déplaça ensuite à la base de Los Alcázares (dans la province de Murcie) pour y accomplir les stages de bombardement et de combat aérien, à l’issue desquels il revint à Madrid, pour terminer à Getafe sa formation de pilote jusqu’en avril 1924.
Le nouveau Haut-Commissaire au Maroc Ricardo Burguete, soupçonné de sympathies à l’égard des officiers africanistes, se plia initialement aux desiderata du gouvernement et suivit une ligne de conduite politique dans le Protectorat. Il s’attela notamment à conclure un accord négocié avec El Raisuni. Cet accord vit le jour en septembre 1922 à l’issue de douze mois d’habiles négociations menées par Alberto Castro Girona. La paix revint certes dans la péninsule de Yébala, mais non dans la partie orientale. Le chef rifain renoua avec ses attaques contre les postes avancés espagnols et s’efforça, sans y parvenir, de couper la route conduisant à la position de Tizi Azza. Les combats furent très vifs, en particulier celui du 5 juin 1923, lors duquel le lieutenant-colonel Valenzuela, commandant en chef du Tercio, fut tué.
À Sidi Messaoud, le 3 mai 1924, eut lieu la première attaque aérienne contre les positions rifaines, mais les forces terrestres ne purent pas en tirer tout le parti escompté. Le 7, une nouvelle attaque fut tentée où un groupe de dix-sept avions mitrailla en rase-motte les tranchées ennemies jusqu’à en déloger la presque totalité des combattants rifains. En dépit de ce soutien, la tentative de progression à terre échoua de nouveau. Le lieutenant-colonel Campins participa aux offensives de ce jour à son poste d’observateur en escadrille, Mola combattant alors comme observateur aérien. Le 11, les opérations, auxquelles Campins prit part à nouveau, furent reprises ; l’attaque réussit finalement, permettant aux légionnaires de Franco, dans un ultime effort, de débusquer les Rifains de leurs réduits.
Son stage en Afrique terminé, Campins retourna à Madrid fin mai et poursuivit sa formation d’aviation à Cuatro Vientos. Par Ordre royal du 30 juin, il fut déclaré apte au commandement d’une base aérienne, puis, au mois d’octobre, au commandement en aviation. Début juillet, il se rendit à Ronda pour assumer le commandement de son bataillon et la fonction de commandant en chef de la place. Le 21 août, de nouveau à Ronda, il annonça comme clôturé son passage par le service d’aviation, sans avoir, pour des raisons inconnues, obtenu le brevet de pilote, mais seulement celui d’observateur.

#### Redéploiement du dispositif militaire espagnol au Maroc etretiradas
À l’été 1924, les opérations guerrières s’étaient déplacées du secteur de Melilla vers la zone occidentale du Protectorat. Primo de Rivera, fidèle à ses thèses, avait continué à freiner les opérations militaires pendant tout le printemps et se trouva début juillet confronté dans le district de Chefchaouen (Xauen en espagnol) à une offensive des rebelles d’une ampleur préoccupante. Comme de juste, l’attitude « abandonniste » du dictateur et l’idée de procéder à un repli stratégique sur des positions côtières aisées à défendre n’eurent pas d’écho favorable auprès du commandement de l’armée d’Afrique.
Dans la zone occidentale, la situation n’avait cessé d’empirer, à telle enseigne qu’au mois d’août 1924 la ville de Chefchaouen, bien qu’assurée par Castro Girona, ainsi que d’autres positions d’importance moindre, s’étaient retrouvées isolées de Tétouan. De fait, une bonne part du déploiement espagnol dans la Yébala était compromise. La Légion fut dépêchée en renfort des troupes du secteur, et Primo de Rivera revint précipitamment en Afrique le 5 septembre, c’est-à-dire le même jour où Campins arrivait à Ceuta. Primo de Rivera décida, au vu des événements, de mettre en marche l’opération consistant à réduire le territoire tenu par l’armée espagnole dans la zone occidentale à une ceinture défensive dans laquelle seraient inclus la route de Tétouan à Tanger et à Larache, ainsi que l’ancienne route de Tétouan à Ceuta. Cette décision, qui supposait l’abandon de Chefchaouen et de tout le territoire circonvoisin conquis en 1920 sous Dámaso Berenguer, causa une vive déception chez nombre de militaires et de civils.
Le 5 septembre, Campins s’embarqua à Algésiras en partance pour Ceuta, de là poursuivit son voyage jusqu’à Tétouan, puis jusqu’au camp de Ben Karrich, où il fut incorporé dans la colonne du général Castro Girona. Pendant l’automne de 1924, il lui fut donné de vivre de près les événements dans la Yébala. À la tête de plusieurs colonnes, ou intégré avec son bataillon au sein d’autres unités, il fut actif dans différentes zones et accomplit de nombreuses missions d’appui aux forces occupées à se replier, couvrant en particulier dans la deuxième quinzaine d’octobre, en plus de combattre en différents points, l’évacuation de plusieurs garnisons et positions.
Début 1925, l’idée de lancer une offensive finale contre les rebelles rifains commença à prendre forme dans les projets de Primo de Rivera. Pour cela, il fallut qu’il surmonte ses anciennes réserves envers les chefs expérimentés de l’armée d’Afrique, et que dans un sursaut de pragmatisme, il consente à s’appuyer sur eux, plus spécialement sur un groupe choisi de commandants ayant fait la preuve de leur efficacité et de leurs capacités d’organisation, groupe auquel appartenait le lieutenant-colonel Campins, comme l'atteste le fait qu’au cours de l’année 1925, le haut commandement lui ait confíé des missions d’une envergure toujours plus grande. Pour l’heure, le 2 janvier, il fut chargé d’une mission d’inspection et d’amélioration de la ligne défensive de Casa Aspillerada, puis d’une mission de grande responsabilité consistant d’une part à garnir d’hommes et d’équipements la ligne de défense sur un ample front et d’autre part à assurer les communications entre Tanger et Larache, missions qui, par le nombre et la diversité des troupes à lui confiées et par la nature des tâches, dépassaient les attributions du grade de lieutenant-colonel. Les opérations de l’armée allaient s’accroissant au cours de l’été, atteignant leur point culminant à Al Hoceïma à la fin de l’été 1925.

#### Débarquement d’El Hoceïma

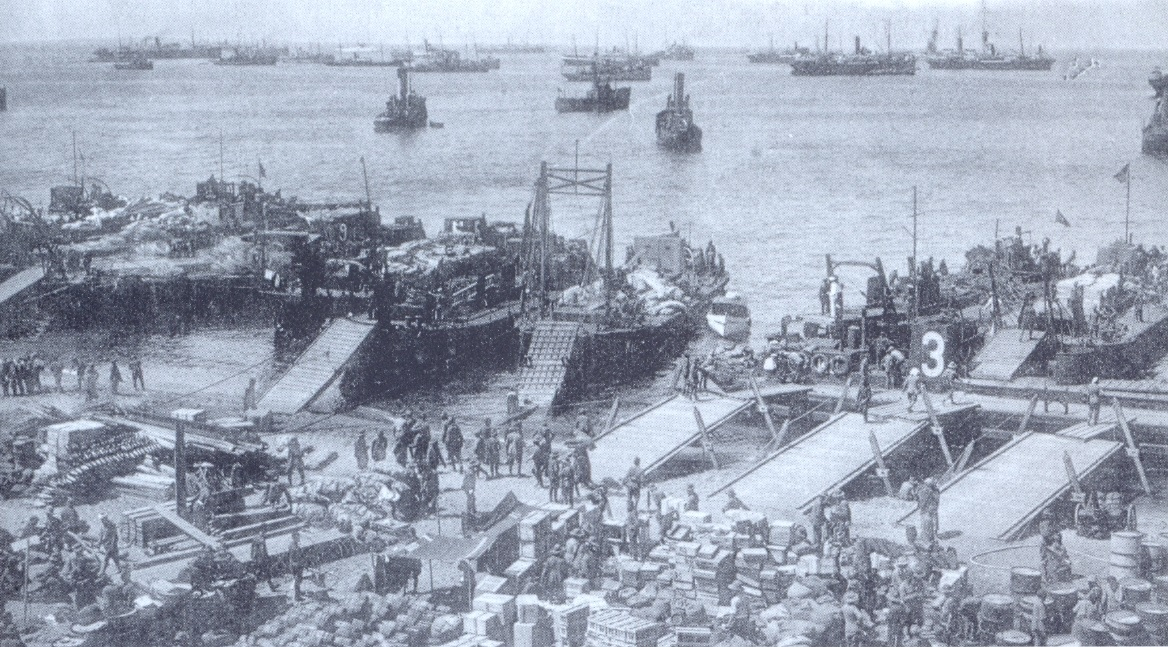
Débarquement d'Al Hoceima.

Le général Saro, commandant en chef de la brigade de débarquement de Ceuta, laquelle était appelée à supporter le poids de l’opération amphibie d’El Hoceïma dans sa phase initiale, ordonna une préparation intense et minutieuse. Saro était par ailleurs résolu à confier le commandement d’une des colonnes de sa brigade de débarquement au lieutenant-colonel Campins. La brigade de Ceuta fut divisée en trois colonnes : la première, commandée par le colonel Franco (qui venait d’être promu à ce grade en février de la même année), se composait de troupes de choc ; la deuxième, sous les ordres du colonel Martín, combinait des unités de choc avec d’autres de nature défensive ; la troisième, sous le commandement de Campins, était conçue comme troupe de réserve et d’appui aux deux autres.
Le 8 septembre 1925, avec un léger retard dû à la dispersion de quelques vaisseaux par les courants du détroit, le débarquement commença avec l’arrivée à terre de la colonne de Franco, suivie immédiatement par les troupes de Martín. La troisième vague, sous le commandement de Campins, ne devait pas commencer à débarquer avant une heure avancée de la nuit, tant que sa présence sur terre n’était pas indispensable ; de plus, il y avait lieu d’abord de décharger des barcasses tout le matériel. Les jours suivant le débarquement, les forces espagnoles prenaient pied sur le terrain, par des travaux de fortification et l’installation des équipements. La colonne Campins se tint sur la ligne de front jusqu’au 23 septembre, pour occuper ensuite des positions à la droite de la colonne de Martín, avec mission de protéger son flanc.
Jusqu’au 18 novembre, les actions ordinairement confiées à la « colonne Campins » consistaient à rectifier les lignes de défense et à établir de nouvelles positions, à quoi s’ajoutaient les fréquentes escarmouches avec les Rifains. Après cette date, Campins reçut l’ordre d’embarquer pour Ceuta, puis de se rendre à Tétouan. De là, il gagna Aïn-Ghénen pour un passage en revue des compagnies expéditionnaires de son bataillon, desquelles il devait laisser une en Afrique et s’en retourner avec l’autre à Ronda, où il arriva le 25 décembre.
Le 3 février 1926, le lieutenant-colonel Campins fut promu colonel pour mérites de guerre, ce à quoi il avait été proposé le 24 septembre, à la suite d’une mention spéciale à Tétouan. Quelques jours plus tard, il fut nommé à la tête du régiment d’infanterie d’Afrique no 68 cantonné à Melilla, où il prit ses fonctions le 9 mars. Le 10 avril, de retour au front, il y prit le commandement du groupe de « Midar », composé de son propre régiment et de forces européennes et indigènes de toutes les armes, et inséré dans le groupe de Beni Tuzin aux ordres du général Manuel González Carrasco ; au printemps de 1926, ce groupe employa dans l’avant-garde une tactique mettant désormais en œuvre de grands effectifs (au lieu de l’ancienne tactique des petites avancées au moyen de petites colonnes) sans laisser à l’ennemi le temps de réagir. L’opération fut un succès total,. Le 30 septembre, le colonel Campins reçut les félicitations du commandant-général de la place de Melilla et se vit conférer le 20 octobre la croix de l’Ordre du mérite naval de 2e classe, avec insigne rouge, pour son rôle dans le débarquement d’El Hoceïma. Le 4 mars 1927, réclamé télégraphiquement à Madrid par le ministre de la Guerre Juan O'Donnell, il y fut désigné membre de la Commission d’organisation de l’Académie générale militaire, que présidait déjà son ami et camarade Francisco Franco, entre-temps fait général. Primo de Rivera lui épingla, en présence de l’ambassadeur de France, les insignes d’officier de la Légion d’honneur, attribuée « pour ses mérites et collaboration aux opérations des armées des deux nations au Maroc l’année précédente ».

### L’Académie générale militaire (1927-1931)

#### Préparatifs et fondation
Primo de Rivera estimait que les revers subis au Maroc étaient dus en partie au manque de coordination et aux rivalités entre les différentes armes, et qu’il était impératif, en plus de rehausser la formation, d’améliorer aussi les rapports entre les différentes académies spécialisées, qui étaient alors au nombre de quatre (infanterie, cavalerie, artillerie et génie). Pour y parvenir, il avait songé dès le début de sa dictature à restaurer l’Académie générale, qui avait existé de 1882 à 1893 et dispensé une formation de base commune, certes complétée ensuite par une instruction technique spécialisée propre à chaque corps. À cet effet, il donna mission en 1924 de réaliser les études préliminaires,,, et par la suite, en août 1925, le lieutenant-colonel d’état-major Fermin Espallargas fut envoyé aux États-Unis pour y examiner les différents centres d’enseignement militaire de ce pays ; le mémoire qu’il publia à son retour fut pris en considération par les organisateurs de l’Académie générale, ainsi que les rapports rédigés par Millán-Astray après son séjour en France entre janvier et mars 1924 comme chargé de mission à l’école de Saint-Cyr et à l’école d’infanterie de Saint-Maixent,.
Le 20 février 1927 fut publié le Décret royal portant réorganisation des enseignements militaires en Espagne et création de l’Académie générale militaire. Le projet de Primo de Rivera visait à réaliser l’unité des armées espagnoles ; Campins, dans son ouvrage inédit sur l’Académie générale militaire de Saragosse, se montra pleinement d’accord avec Primo de Rivera en ce qui concerne l’esprit de ce Centre d’enseignement tel qu’il avait été fondé au XIXe siècle par le général Martínez Campos. Ledit ouvrage expose quelques-unes des idées qui traverseront inchangées toute l’œuvre de Campins, à savoir : son opposition à l’existence de « corps facultatifs » (corps spéciaux) dans l’armée espagnole ; son hostilité aux tableaux d’avancement « fermés » ; et sa désapprobation d’études distinctes — du moins pour la partie initiale — pour chacun de ces corps spéciaux et pour chacune des armes générales. Dans son apologie de l’Académie générale, il y a lieu de retenir surtout son intérêt à restaurer l’unité perdue de l’armée espagnole, et non l’écho de quelque expérience négative subie durant son passage par l’Académie de Tolède.
Le Décret royal du 20 février 1927 fixa finalement dans son préambule le système que le Directoire de Primo de Rivera jugeait le plus approprié pour l’enseignement militaire :
- création de l’Académie générale militaire, dans laquelle s’inscriront, après participation libre à examen d’entrée, les civils et soldats de troupe aspirant à suivre la pleine carrière militaire, et qui achèveront ensuite leur formation dans les académies spéciales de leur arme respective. Le rôle de l’Académie générale sera de prodiguer la culture de base et surtout l’esprit militaire qui doit être commun à toutes les spécialités, tandis que dans les académies spéciales, l’enseignement devra s’orienter vers la maîtrise des savoirs techniques propres à chaque arme ;
- création de l’École d’études supérieures militaires, où seront formés les cadres aptes à l’exercice de fonctions d’état-major et à diriger les industries militaires ou mobilisables, mais cela seulement après que le candidat aura pratiqué dans le rang pendant toute la durée du grade de lieutenant, puis au moins deux années comme capitaine.

Par Ordre royal du 14 mars 1927 étaient nommées les Commissions d’organisation des nouveaux centres à créer, celle de l’Académie générale étant présidée par le général Francisco Franco. La mission de ladite Commission consistait à donner forme aux dispositions du Décret royal portant création de l’Académie générale, à quelle fin Franco étudia l’organisation des différents établissements d’enseignement militaire d’Europe et d’Amérique et analysa la constitution et le fonctionnement des anciennes académies espagnoles.
Campins participa aux travaux de la commission tout au long de l’année 1927, en alternance avec son affectation à Melilla, où il dut retourner à deux reprises cette année pour y exercer son commandement. Finalement, un Ordre royal du 21 janvier 1928 lui attribua la charge de Directeur des études (Jefe de Estudios) de l’Académie générale militaire, dont le général Franco était déjà directeur depuis le 4 du même mois,.

#### Sous-directeur et directeur des études
En ce qui concerne la sélection du personnel de l’Académie, à commencer par celle du colonel Campins, l’opinion de Franco joua un rôle décisif. Du reste, Campins possédait au sein de l’arme d’infanterie un prestige incontestable, et les jugements à son sujet le citaient invariablement comme l’un des militaires à la vision d’avenir la plus lucide.
Franco, qui s’était retrouvé aux côtés de Campins en plusieurs occasions au long de sa carrière, avait considéré qu’il était la personne la plus qualifiée pour exercer la fonction de directeur des études, et suppléa en le choisissant aux déficiences de son propre bagage culturel, étant donné que Franco ne possédait d’autres connaissances que celles acquises dans la guerre irrégulière du Maroc, à la tête de troupes mercenaires de Regulares ou de légionnaires. Campins était en outre titulaire d’un certificat en langue française (traduction, conversation et écriture) et pratiquait avec aisance l’anglais, compétences assez rares chez les chefs militaires espagnols du premier quart du XXe siècle.
La manière d’être de Campins comme militaire, respectueux et loyal vis-à-vis de ses supérieurs, ne nous permet pas de savoir sa véritable opinion sur Franco, et il est probable de toute façon que, si opinion particulière il avait, elle serait restée occultée par sa stricte interprétation du principe d’« obéissance due » ; Franco était pour Campins « l’illustre général qui nous présidait », et aussi : « un général parmi ceux de plus grand prestige dans l’armée, qui mena d’une main sûre et avec un excellent jugement le timon de cet ensemble [la présente Académie] ». Il est à noter que le timon fut souvent empoigné par Campins lui-même, lors des fréquentes absences de Franco, souvent pris par ses divers engagements, en plus des congés réglementaires, qui portèrent Franco à s’absenter douze fois entre 1928 et 1931, pour un total de 116 jours, où Campins eut donc à exercer par intérim la direction de l’Académie.
Si la désignation des professeurs se faisait de façon générale sur concours, il reste cependant que tant Franco que Primo de Rivera voulaient une Académie générale militaire qui réponde à des caractéristiques bien déterminées, qui soit le fidèle reflet de leurs idées, et qui se moule sur le modèle d’armée qu’ils avaient en vue pour les décennies suivantes. Dès lors, le corps professoral d’une telle institution ne pouvait pas se recruter dans les Corps facultatifs, qui s’affrontaient au dictateur, ou dans le corps des officiers métropolitains composé pour une bonne part de détracteurs de la guerre au Maroc et d’héritiers des anciens Comités de défense (Juntas de Defensa). Les officiers, commandants et généraux trempés dans les campagnes d’Afrique présentaient au contraire toutes les qualités requises par la vision primorivériste et franquiste et une homogénéité d’idées.
Des 79 enseignants retenus, 34 appartenaient à l’arme d’infanterie et 11 avaient été légionnaires comme Franco. Outre Campins, le lieutenant-colonel Sueiro et les commandants Alonso Vega et Franco Salgado-Araújo (dit Pacón), cousin de Franco, formaient le véritable centre de gravité de l’Académie ; à la commune appartenance à l’infanterie s’ajoutaient pour Alonso Vega le fait d’être de la même promotion que Franco, tandis que Sueiro et Pacón étaient de la suivante, et pour chacun la qualité de légionnaire ainsi que le séjour commun de tous les quatre dans le régiment du Prince à Oviedo en 1918, en plus d’une commune origine galicienne. Toutefois, si Franco sut tirer parti des qualités de Campins comme directeur des études, il apparaît cependant que celui-ci n’appartint jamais au groupe restreint des intimes du général Franco.
En juillet 1928 eurent lieu les examens d’entrée de la première année académique, avec le général Franco comme président du jury d’examen. Les cadets reçus étaient ensuite présentés individuellement à la Vierge du Pilier, puis, dans la basilique homonyme, était entonnée une Salve Regina, à laquelle assistaient le directeur ainsi que toutes les autorités civiles et militaires de Saragosse.

#### Vision pédagogique et matières enseignées
La vision pédagogique de Campins pourrait se résumer comme suit : « éducation en premier lieu, instruction en second lieu ». Campins préconise l’adoption du modèle universitaire anglais, c’est-à-dire d'un modèle éducatif tendant à la formation intégrale de l’élève. Dans son ouvrage inédit sur l’Académie, il note :

« En résumé, il est nécessaire, dans un centre de cette nature [militaire], de ne pas enseigner une science, ni une technique déjà accomplie, comme dans les universités et écoles de type français et espagnol ; ni davantage d’effectuer des recherches dans cette science, ni dans cette technique, comme dans celles de type allemand ; mais d’aller vers le type anglais d’université ou de collège, qui s’est tant implanté en Amérique et qui est celui qui s’approche le plus de l’essence et de ce dont on a besoin dans la carrière militaire. »

En somme, Campins souhaite le remplacement de l’enseignement d’instruction, dépassé et peu adapté aux nécessités militaires du moment, par un enseignement d’éducation. À cet effet, il s’adosse aux conceptions de l'intellectuel libéral Francisco Giner de los Ríos, exposées dans l’ouvrage Pedagogía Universitaria, dont Campins approuve les orientations générales et qu’il désire mettre en œuvre à l’Académie de Saragosse. Campins ne cessera de s’appuyer sur les concepts fondamentaux de Giner, dont il était un admirateur, pour élaborer sa propre théorie sur ce que doit être l’enseignement militaire et sur ce vers quoi il doit tendre, à savoir : un enseignement défini par Giner comme une « fonction vivante, personnelle et flexible ; sinon, on peut s’en passer »,. D’autre part, plusieurs idées du capitaine Joaquín Fanjul ont été reprises par Campins là où cet auteur traite de la formation militaire en général et là où il recensait en particulier les qualités que devait réunir un aspirant officier. Par son livre, Fanjul s’était imposé peu à peu comme le parangon de l’officier éducateur, façonneur d’hommes, qui par sa propre figure et sa parole avait réussi à poser un exemple de bon soldat et de bon citoyen, bien entraîné physiquement, bien instruit, attentif au monde qui l’entoure, éduqué dans une éthique de l’honneur, du sacrifice et de la solidarité, et qui répondait à la perfection aux caractéristiques mises en avant par Campins dans son ouvrage.
Campins considérait comme une grave erreur que de croire, comme on l’avait fait jusque-là, que la détention d’une aptitude aux mathématiques irait nécessairement de pair avec une aptitude à la carrière des armes, point de vue erroné selon lui, attendu que le futur officier « a besoin par-dessus tout de vocation, d’esprit militaire ou professionnel », sans oublier qu’il doit posséder d’autres connaissances aussi, non moins, sinon plus importantes que les mathématiques, comme l’histoire, la géographie, le droit, la pédagogie ou la sociologie, selon lui indispensables à une formation idoine de l’officier moderne. Il attachait une importance spéciale à l’étude de l’histoire militaire de l’Espagne, voulant en finir avec la traditionnelle tendance à magnifier la portée des événements et campagnes étrangers. Ses critiques portaient sur les carences et surtout sur l’inertie d’un système d’enseignement militaire qui vers la fin du premier trimestre du XXe siècle, souffrait encore des mêmes défauts que ceux déjà mis en évidence par les essayistes militaires dès la fin du siècle antérieur.
Selon Campins, le but de l’Académie générale de Saragosse devait être de

« faire des hommes au plein sens du terme, aptes à servir pour commander et pour résoudre les multiples problèmes et cas difficiles qui sont appelés à se présenter lors d’une guerre. [...] Ce dont il s’agit dans un Centre comme celui-ci, c’est non seulement d’enseigner, mais aussi de former et de renforcer un caractère, ce qui ne peut s’enseigner en classe ou depuis une chaire, ni avec des livres ; cela, le caractère, est le produit des qualités innées en l’individu et d’une éducation très délicate et habilement menée. Et de cela, c’est la volonté, indispensable pour le commandement, qui en constitue la principale caractéristique, à telle enseigne que beaucoup la confondent avec ledit caractère. Il y a lieu de ne pas l’annuler dans un Centre de cette nature, mais au contraire de la cultiver et de la stimuler, de sorte que celle de tous les jeunes gens en formation se mette au service du haut intérêt commun auquel notre profession est dévouée. »

Plus avant dans le livre, Campins se réfère à nouveau à ces mêmes idées pour définir les qualités qu’un officier doit posséder :

« Pour être un officier, il faut être homme, être soldat, qui est un concept plus étroit que le précédent, et être gentilhomme, qui l’est davantage encore. Et ensuite, comme complément de ces conditions indispensables, il lui en faut d’autres, telles que les dons de commandement et une grande culture générale, qui lui permette de posséder tout l’ensemble de connaissances que la guerre d’aujourd’hui exige en vue du commandement de troupes. »

Campins était partisan de soumettre tous les cadets à un strict régime d’internat — régime absolu n’admettant d’exception d’aucune sorte —, qu’il estimait indispensable dans un établissement destiné à la formation d’officiers, et de supprimer tout type de permission et de limiter les vacances à la durée strictement réglementaire, à l’effet de prévenir que les futurs officiers ne s’abandonnent à la pratique de nombre de hauts commandants et officiers d’élire domicile en des endroits différents de celui de leur affectation officielle.
À propos du fameux Décalogue du cadet, la plupart des biographes de Franco en ont attribué la paternité à ce dernier, qui l’aurait personnellement rédigé en s’appuyant sur son expérience dans la Légion. Cependant, Campins ne mentionne pas Franco comme leur auteur — si tel eût été le cas, il en aurait à coup sûr fait état dans son ouvrage —, et de ses écrits il peut être inféré que c’est au corps professoral de l’Académie qu’il convient d’attribuer la responsabilité collective de l’élaboration des dix articles concernés. Le Décalogue, loin de se fonder sur le Crédo légionnaire, s’inspirait des Ordonnances militaires, desquelles, aux dires de Campins, furent extraits les dix articles qui leur paraissaient les plus essentiels. Le Décalogue était distribué aux jeunes aspirants officiers, en même temps que leur uniforme, au moment de leur arrivée à l’Académie.
Quant aux critères d’accès à la carrière militaire, Campins proposait d’instaurer une limite d’âge minimal assez élevée et d’exiger des connaissances préalables équivalant au baccalauréat élémentaire ainsi qu’une aptitude physique adéquate ; il préconisait d’imposer, pour que l’admission dans l’Académie soit définitive, la réussite d’épreuves de grammaire, de langue étrangère, de dessin topographique et panoramique, d’arithmétique, d’algèbre, de géométrie et de trigonométrie rectiligne.
Campins considérait la formation physique de l’aspirant officier comme d’importance capitale, au point d’estimer que tout candidat devrait être éliminé et ne serait pas admis à participer aux épreuves subséquentes si son état physique n’apparaissait pas pleinement satisfaisant après examen médical scrupuleux et épreuve de gymnastique.
Invoquant de nouveau Pedagogía Universitaria de Giner de los Ríos, Campins prend appui sur quelques-unes des idées qui ressortent d’une étude comparative menée par Giner sur les différents systèmes éducatifs. Dans le plan d’études de Campins domine l’idée primordiale de rendre les enseignements éminemment pratiques, et de faire en sorte que ce qui est enseigné soit — selon ses propres termes — « général, primordial et fondamental dans la profession militaire ». Le système basé sur la mémorisation est rejeté, et cède la place à un système où le cadet apprend à discourir, à comparer, à mesurer, à prendre conscience de ce qu’il voit et de ce qui se fait. Campins plaide pour la disparition, nécessaire selon lui, des « pernicieux » manuels et du système traditionnel d’évaluation de l’état de préparation et des connaissances de l’élève ; se reposant une nouvelle fois sur Giner de los Ríos et sa Pedagogía universitaria, Campins condamne l’usage des manuels, qui « s’est transformé en un véritable abus qui déshonore le haut sacerdoce de l’enseignement, le pervertissant en une lucrative industrie pour quelques-uns et en une commodité pour beaucoup »,. Au lieu de manuels, les professeurs et élèves avaient à se guider sur un ensemble de directives, fixées par Campins et dont la mise en œuvre était surveillée par lui, et au moyen desquelles le directeur des études s’employait à supprimer tout ce qui était accessoire dans l’enseignement des différentes matières, pour se concentrer sur les aspects concrets de celles-ci, qui devaient par ailleurs toujours garder un rapport étroit avec la formation militaire de l’élève et être en résonance avec la philosophie que l’établissement voulait transmettre. Comme norme générale, Campins s’en tenait à la nécessité pour les futurs officiers de connaître au moins l’essentiel des matières enseignées ; l’objectif de l’Académie n’était pas que le cadet connaisse et comprenne la totalité de la science militaire, mais qu’il puisse s’initier à elle. Certes, on peut douter que la formation théorique et tactique ait été, malgré les soins de Campins, à la hauteur de la préparation physique et mentale, cependant c’est dans une large mesure grâce à Campins que la qualité de la formation donnée à Saragosse fut sensiblement supérieure à celle des académies antérieures.
Quant au système d’évaluation des élèves, c’est encore Giner de los Ríos qui donne le ton, quand celui-ci, face aux apologistes de l’examen, affirme que « tout autre moyen serait préférable : la publication de livres, de travaux, de résumés et de rapports sur le travail réalisé dans chaque cours ; ou l’inspection. Tout vaudrait mieux et aurait plus d’exactitude ». Dans l’Académie, c’est cette dernière option qui fut adoptée, savoir : inspection et correction constantes, récompense aux travaux méritoires, de sorte que la plupart des cadets ne passaient pas d’examen. Seuls y étaient contraints, en guise de caution, ceux qui, ayant été médiocrement ou mal côtés durant le cours, étaient à la fin emmenés devant un jury d’examen,.

### Fin de la dictature primorivériste, dictature de Dámaso Berenguer et Deuxième République (1931-1936)
Sous la dictature primorivériste, le colonel Campins s’était toujours tenu éloigné de ceux qui conspiraient contre le régime, ce qui lui permit d’obtenir l’autorisation de s’inscrire au cours d’aptitude au grade de général, qu’il suivit à l’École supérieure de guerre à Madrid entre le 15 avril et le 20 mai 1929. L’année 1930 aurait donc pu être l’année de son ascension tant désirée au généralat, toutefois, la chute de Primo de Rivera d’une part, et l’avènement d’un nouveau gouvernement enclin à neutraliser par des concessions les secteurs militaires les plus indociles d’autre part, eurent pour effet de contrarier cette promotion.
Le Comité républicain, qui réunissait les membres des factions anti-monarchistes, avait projeté un coup d’État en faveur de la république pour le 15 décembre 1930. Cependant, l’un d’eux, le capitaine Fermín Galán, devança le plan, décrétant la loi martiale à Jaca dès le 12 décembre ; il mit ses supérieurs en détention et à la tête d’une colonne de 800 hommes fit mouvement sur Huesca. Ces événements furent vécus à l’Académie générale militaire non sans une certaine inquiétude, compte tenu que Saragosse était la destination finale des insurgés. Dans l’après-midi du 12, Franco fut informé de la situation et, soit qu’il ait suivi en cela les instructions de ses supérieurs, soit de sa propre initiative, déploya ses cadets pour sécuriser la route de Huesca, sous le commandement direct du colonel Campins. Le coup d’État ayant avorté, les cadets n’eurent pas à intervenir, mais le geste de net soutien au gouvernement et au roi valut des félicitations collectives aux unités de la 5e région militaire. L’Académie s’était ainsi maintenue en dehors des passions politiques et demeurée loyale à l’institution monarchique et au gouvernement en place. Franco aussi bien que Campins participeront plusieurs mois plus tard, sous le gouvernement Aznar, aux procès intentés devant le conseil de guerre contre les insurgés de Jaca, Campins y figurant comme procureur et Franco comme membre du jury.

#### Deuxième République et fermeture de l’Académie
Le 26 avril 1931, peu après la proclamation de la Deuxième République, et augurant de la suite, un ordre ministériel annula la convocation à la prochaine rentrée des classes de l’Académie générale, sous le prétexte que parmi les futurs officiers devaient aussi figurer des candidats provenant de la troupe. Le subséquent décret de dissolution de l’Académie, en date du 30 juin 1931, sans doute l’une des mesures les plus rudes de Manuel Azaña, nouveau ministre de la Guerre, prit de surprise tout le monde, en particulier ceux concernés directement, à savoir Franco, Campins, le corps professoral et les cadets. Les raisons invoquées par Azaña dans le texte officiel dudit décret peuvent se résumer en deux points : la nullité du décret portant création de l’Académie pris sous la dictature de Primo de Rivera, et le caractère disproportionné de l’Académie générale. Ce qui désormais avait valeur légale était la loi Cierva de 1918, laquelle avait instauré le système des académies militaires séparées ; si certes Azaña se plaisait à s’autoriser de cette loi, il y eut incontestablement d’autres motifs de nature politique à la fermeture de l’établissement, dont en particulier le fait que l’Académie générale était, selon les termes de l’historien Payne, « comme l’ennemie de la nouvelle armée républicaine, attendu que la plupart de ses professeurs étaient des africanistes et partisans d’inculquer aux cadets un rigide esprit militaire »,.
Après la dissolution inopinée de l’Académie en 1931, Campins reçut le 1er juillet 1931 une nouvelle affectation dans la 1re brigade de montagne à Gérone, encore que le ministre de la Guerre lui eût transmis télégraphiquement l’ordre de poursuivre sa mission à l’Académie jusque fin août. Franco et Campins, tous deux fort chagrinés par la fermeture de l’Académie de Saragosse, restèrent dans l’établissement jusqu’à la mi-août, moment où ils remirent les clefs des édifices de l’Académie à l’autorité militaire de la 5e division organique. Le 22 août, Campins se présenta finalement à Girone pour y assumer le commandement de son unité. La vie de garnison à Gérone était tranquille, et hormis quelques courtes périodes de manœuvres, et les quatre fois où il fut amené à suppléer le général en chef de son unité, Campins disposait de temps pour se vouer à écrire ses souvenirs de l’Académie et d’en exposer les « normes pédagogiques ». Après avoir conclu ce travail, que Campins avait l’intention de publier, il rédigea un intéressant prologue où il défendait les acquis de l’institution et ses professeurs. Si incohérents juridiquement et délétères militairement qu’aient pu lui paraître les fondements du décret de dissolution de l’Académie, Campins n’eut garde, pour raisons de discipline militaire, de les mettre en cause dans son ouvrage, mais insistait sur le haut coût économique, et aussi humain (par l’effort déployé par le corps professoral), qu’avait représenté, en pure perte, la création de l’établissement,. Dans le même temps, Campins se désolait de l’incompréhension de nombreux membres de l’armée espagnole qui — au contraire des observateurs étrangers, qui eux, écrit-il, connaissaient et admiraient l’Académie — méconnaissaient celle-ci, voire s’autorisaient à lui imputer des tendances, y compris politiques, qu’elle n’eut jamais,,.
Un passage comportant une sorte de profession de foi républicaine et démocratique ne manque de surprendre dans ce Prologue. Campins était disposé à accepter, voire à défendre les idéaux que la république, du moins dans ses premiers temps d’existence, incarnait. Sans jamais être un militaire républicain, ni en 1932 ni après, Campins cependant était un militaire discipliné, respectueux de la légalité en vigueur, et capable, par sa culture intellectuelle, de faire le départ entre les inconvénients d’un régime monarchique à bout de souffle et porté à bout de bras par un régime dictatorial, et les avantages d’un système de libertés, qui était du reste soutenu par une bonne part du peuple espagnol et de l’armée.
Il est notable que 95 % des cadets ayant étudié à Saragosse dans l’une des trois promotions appuieront l’insurrection nationaliste de juillet 1936,,.
Lors de la Sanjurjada de 1932, Campins, alors en poste à Gérone, se tint totalement en dehors de cette rébellion militaire. La même année, il se vit décerner une croix de 3e classe du Mérite militaire, en hommage à ses services comme professeur de l’Académie générale. En mai 1933, Campins avait rejoint le cadre du Service d’état-major de l’armée.
Si le décret d’Azaña de janvier 1933 destiné à réorganiser le tableau d’avancement militaire fut préjudiciable pour lui, et de façon générale pour tous les militaires dont la promotion s’était faite sur mérites de guerre, après rectification par le nouveau ministre Diego Hidalgo, titulaire du portefeuille de la Guerre à la suite de la victoire de la droite en novembre 1933, Campins récupéra sa position sur le tableau d’avancement, c’est-à-dire put récupérer plusieurs années de service sous son grade actuel.
Chargé la même année du commandement du régiment d’infanterie no 5 à Saragosse, c’est à ce titre qu’il fut convoqué par l’état-major central début septembre 1934 à assister aux manœuvres dans les Montes de León et à « se joindre aux cadres pour les services d’arbitrage et de simulation de feu ». Lesdites manœuvres, auxquelles participèrent deux divisions comportant quelque 23 000 hommes et qui devaient se prolonger sur sept jours au total, n’avaient rien de routinier, car à côté des objectifs habituels de ce type d’exercice s’ajoutait un objectif politique : tenter d’intimider ceux qui avaient à ce moment-là déjà poussé fort avant les préparatifs du mouvement révolutionnaire,. C’était aussi, après trois ans, la première occasion pour Campins de revoir Franco.

#### Événements d’octobre 1934
À Barcelone, le 6 octobre 1934, Lluís Companys, président de la Généralité de Catalogne, proclama l’« Estat Catalá », au sein de la République fédérale d’Espagne, proclamation qui se répercuta sous la forme des Comités révolutionnaires qui ne tardèrent pas à se constituer à Sabadell, Vilafranca et Palafrugell, mais le cours pris par les événements donna lieu à leur prompte dissolution. À Gérone, où fut également mis sur pied un comité révolutionnaire, les forces du colonel Campins, qui une fois terminées les manœuvres dans la province de Léon avait réintégré sa garnison le 6 octobre et avait eu immédiatement connaissance de l’ordre émis par le général Batet de proclamer l’état de guerre dans la région, mirent en échec dès les premiers moments le processus révolutionnaire, ce dont doit être crédité Campins personnellement, le général en chef de la place lui ayant en effet apparemment délégué l’exécution des opérations. Les efficaces dispositions prises par Campins et le déploiement judicieux de ses forces dans les centres névralgiques de la ville de Gérone eurent raison en peu d’heures des foyers de résistance, et permirent dans la nuit du 6 au 7 octobre d’obtenir une maîtrise totale de Gérone et de mettre sous les verrous les éléments subversifs.
Fin 1934, Campins fut relevé de son poste à Gérone et nommé au commandement du régiment d’infanterie no 5 en garnison à Saragosse. Quelques jours plus tard, il lui fut conféré à nouveau une croix du Mérite militaire en raison des « éminents services rendus par ledit commandant à tout moment », et plus particulièrement de son rôle insigne lors des exercices effectués par la brigade de montagne de Navarre en 1931.
L’affectation de Saragosse en fut une confortable pour le colonel Campins, qui cumulait alors le commandement effectif de son propre régiment d’infanterie, rebaptisé cette année même en « Aragón no 5 », et le commandement occasionnel de la 9e brigade d’infanterie, qu’il assuma à cinq reprises et pour un total de 72 jours. Cette même année, il se vit confirmé dans son grade de colonel et récupéra à titre effectif, dans l’échelle de promotion de son arme et sous son grade, l’ancienneté dont il avait joui avant l’entrée en vigueur des lois Azaña,.

### Victoire du Front populaire
Le 7 mai 1936 enfin, Campins fut promu général de brigade. Cependant, le nouveau gouvernement de gauche arrivé au pouvoir à la faveur des élections de février 1936, s’il accordait cette promotion, et s’il n’avait du reste aucune peine à reconnaître ses « services et circonstances » ainsi que ses deux avancements pour mérites en campagne et ses bons rapports de service, se garda de lui confier le commandement d’une brigade, ni aucun autre poste de commandement. Sans doute la figure de Campins ne laissait-elle d’éveiller quelque soupçon chez les autorités républicaines, méfiance certes compréhensible si l’on garde à l’esprit que Campins fut le second de Franco dans une Académie générale militaire qui incarnait nombre d’idéaux et valeurs que la République combattait. Ses antécédents africanistes, son appartenance au groupe des promus pour mérites de guerre (et en tant que tel naguère sujet aux mesures « correctrices » de la législation azañiste), et enfin ses capacités professionnelles et sa loyauté au régime dont il avait fait la démonstration à Gérone en 1934 (et qui déplaisait à Azaña), constituaient autant de raisons pour considérer avec méfiance son ascension. Lorsqu’il se trouva à Madrid à la fin mai et au début juin 1936 pour y accomplir les visites protocolaires au président de la république et au ministre de la Guerre telles qu’exigées par son nouveau grade (se montrant par ailleurs optimiste alors quant à se voir assigner à plus ou moins brève échéance une fonction de commandement si ardemment désirée), il rédigea une lettre à son épouse où il fustigeait le manque d’organisation et de sérieux de la milice madrilène, commentaire qu’il a dû lui en coûter d’écrire, mais qui sans doute correspondait à la réalité, car après l’arrivée au pouvoir du Front populaire, Azaña, d’abord en qualité de chef de gouvernement, puis de président de la république, s’était montré incapable de maîtriser la situation intérieure de l’Espagne et refusait systématiquement d’avoir recours à l’armée pour faire barrage aux extrémistes, attitude qui provoquait le découragement dans de larges cercles militaires, y compris les cercles modérés, dans lesquels il y a lieu de ranger Campins. Les militaires s’émurent plus particulièrement de la détention et du passage en jugement du général López Ochoa, accusé d’avoir commis des atrocités contre les révolutionnaires asturiens. Bien que López Ochoa ait été libéré par manque de preuves, ce procès ne devait manquer de susciter l’inquiétude de Campins, compte tenu que lui-même avait été engagé, comme López Ochoa, dans la répression de 1934, encore que les deux mouvements révolutionnaires — celui des Asturies et celui de Catalogne — n’avaient guère en commun que la coïncidence chronologique et quelques objectifs et apparaissent pour le reste radicalement différents. Malgré l’agitation sociale et politique qui secouait l’Espagne et s’étendait jusque dans les casernes, Campins, à l’égal de son ami Franco, jugeait que tout n’était pas perdu encore et escomptait que, une fois promu général, il pourrait contribuer à normaliser la situation.
Deux mois après sa promotion, le ministre de la Guerre Casares Quiroga et le président de la république Azaña se fiaient suffisamment à lui pour lui octroyer le commandement de la 3e brigade d’infanterie de Grenade.

### Affectation à Grenade (juillet 1936)
Du journal de Campins il ressort que celui-ci n’entretenait aucun lien avec quelque type que ce soit d’association militaire clandestine :

« Qu’il soit consigné ici que je n’appartiens pas, ni n’ai jamais appartenu, à aucune association clandestine du type de celles qui perturbent la vie de l’armée, telles que la franc-maçonnerie, le C.M.R. ou l’U.M.E., etc. C’est pourquoi, pendant mes deux mois de disponibilité, nul n’a pris contact avec moi, ni ne m’a rapporté qu’un mouvement militaire se préparait. Je ne suis engagé vis-à-vis de personne, ni en rien. »

Campins était, comme tous les militaires, au courant de l’existence de telles associations, mais son opinion à leur sujet apparaît sana appel, vu qu’il jugeait qu’elles « perturbent la vie de l’armée ». Par conséquent, en raison d’une part de son isolement volontaire par rapport aux factions politiques dans l’armée espagnole, et d’autre part de son statut d’officier en disponibilité, il resta à l’écart de la conspiration militaire, en particulier dans les mois où celle-ci acquit son ampleur définitive et où les principaux protagonistes se voyaient assigner leur rôle respectif dans le futur coup d’État.
Francisco Franco Salgado-Araújo, dit Pacón, cousin et aide de camp du général Franco, et chef de son secrétariat pendant de longues années, qui connaissait très bien Campins, aux côtés de qui il s’était trouvé en Afrique, à Oviedo et à Saragosse, raconte dans un de ses livres qu’après le ralliement du général Franco à la conspiration militaire, il se mit en devoir de sonder Campins sur ce chapitre, et que celui-ci lui répondit qu’il était loyal à la république et opposé à ce que des militaires interfèrent dans les affaires d’État. Pacón rapporte la désillusion de Franco devant cette réponse de son ami,, quoique Franco ait pensé à cette même époque d’une manière semblable à Campins, c’est-à-dire que tout insurrection contre la république était prématurée et qu’il fallait laisser au gouvernement du Front populaire une marge de temps pour prendre pied et résoudre les problèmes ; la différence était que Franco pouvait néanmoins admettre l’éventualité d’une intervention militaire, tandis que Campins était inflexible quant au devoir qu’avait l’armée de se maintenir toujours en marge de la politique.
À ce moment, trois postes de général de brigade se trouvaient vacants : à Bilbao, Lérida et Grenade. Campins, après avoir soupesé avec sa famille les avantages et inconvénients de ces trois chefs-lieux, se décida pour Grenade, cette ville se prêtant le mieux aux études de ses enfants, vu qu’y était située une université.
Le 8 juillet 1936, pour prendre congé et solliciter le passeport militaire, Campins se présenta chez son supérieur le général Cabanellas, qui était (tout comme Montaner) informé de la conspiration en cours et savait que la date choisie pour le soulèvement était fixée à quelques jours de là. Même en supposant que Cabanellas pensait que Campins n’avait nulle intention de se joindre à la rébellion, il aurait dû néanmoins le prévenir de l’imminence du coup d’État et surtout le renseigner sur l’état d’esprit qu’il allait bientôt trouver chez les officiers de Grenade, pour la plupart disposés à se soulever en armes contre la république.
Au début, la tête visible de la conspiration militaire à Grenade était le général Manuel Llanos Medina, mais, le gouvernement connaissant ses activités conspiratrices, il fut destitué le 10 juillet et muté. Les conspirateurs de Grenade, où Campins arriva le 10 juillet 1936, devaient (erronément) jauger celui-ci comme appartenant aux militaires républicains ou du moins aux militaires jouissant de la confiance du gouvernement républicain, et sa présence devait donc être vue d’un mauvais œil par les partisans de Llanos. Campins cependant connaissait Llanos, le tenait en haute estime et supposait que ce sentiment était réciproque. Il est possible qu’à cette date Campins ait été convaincu que la rapidité avec laquelle il avait été nommé et incorporé à Grenade tenait son origine dans l’annonce de grèves prochaines dans la province. Pour sa part, le général destitué ne devait pas savoir nécessairement que le gouvernement était au courant de son entrevue avec Queipo de Llano, détectée par la police en dépit des précautions, et pouvait être persuadé que ce fut l’incident avec le capitaine Joaquín Párez y Martínez de Victoria, interpellé par les Gardes d’assaut alors qu’il se trouvait réuni avec des militants de la Phalange, qui entraîna son limogeage.
Les six jours précédant le soulèvement, où en accord avec ses attributions il effectua ses visites d’inspection, furent les plus tranquilles que vécut Campins à Grenade. À la nouvelle de l’assassinat à Madrid de Calvo Sotelo, Campins se fit remettre par le médecin du régiment d’artillerie un rapport sur l’émotion et l’effet produits parmi les officiers de la Garde d’assaut par les circonstances qui avaient entouré la mort du politicien de droite.

### Soulèvement de juillet 1936

#### Préparatifs et déroulement du coup d’État à Grenade
Le vendredi 17 juillet, ayant terminé ses inspections, Campins se disposait à rédiger un rapport à l’attention de son supérieur de Séville, lorsque vers les 8 heures du soir le capitaine-médecin du régiment d’artillerie, qui était radioamateur et possédait un émetteur-récepteur, se présenta au bureau de commandement pour informer Campins qu’un radioamateur de Melilla, avec qui il était en liaison, lui avait communiqué que des unités militaires de la place de Melilla s’étaient soulevées contre leur commandant en chef, le général Romerales. En revanche, la documentation autographe de Campins ne comporte aucune mention sur la (possible) réception du fameux télégramme de Franco, qui aurait normalement dû arriver en sa possession dans la matinée du 18 ; peut-être faut-il admettre que Campins, bien que Grenade ait clairement figuré dans la liste des destinataires, n’ait pas reçu ce télégramme, ce qui pourrait en partie expliquer certaines de ses actions ultérieures. Survint ensuite un appel téléphonique du gouverneur civil Torres Martínez, qui le requit de venir le voir sur-le-champ. Face à Torres Martínez, Campins rejeta le soulèvement militaire, en accord avec son principe d'opposition à toute action visant à renverser la légalité établie.
Le 18 juillet à 7 heures du matin, le radioamateur vint à nouveau trouver Campins pour l’informer que la rébellion militaire s’était répandue à d’autres chefs-lieux du Protectorat, nommément Ceuta, Tétouan et Larache, où les combats se poursuivaient dans la matinée pour réduire les noyaux de résistance légalistes. À 10 heures du matin, Campins se dirigea vers la caserne d’artillerie, puis à la caserne d’infanterie, où il donna connaissance, par une allocution aux chefs et officiers, des paroles du ministre — à savoir : que dans les casernes la situation était maîtrisée —, alors que Campins savait personnellement que le gouvernement n’avait pas la situation en mains. Dans chacune des deux casernes, Campins en appela au patriotisme et à la loyauté des officiers et des commandants d'unités, les conjurant de rester unis et de resserrer les mesures de sécurité.
Le même jour, Campins reçut un appel téléphonique de Queipo de Llano, qui tâchait de consolider sa position précaire à Séville en obtenant le ralliement des garnisons les plus proches. Pendant la conversation, Campins doutait de l’identité réelle de son interlocuteur, quoique la façon d’engager le dialogue et le ton employé, impératif et autoritaire, étaient caractéristiques de Queipo ; sans même s’identifier, l’interlocuteur « ordonnait » que l’état de guerre soit proclamé avant une heure. Campins agit avec sérénité et appela le ministre Casares, qui lui dit de ne décréter l’état de guerre en aucun cas, et qui s’abstint de mettre Campins au courant de ce qui se passait à Séville. Casares, en occultant une fois de plus des informations essentielles à Campins, ôtait à celui-ci toute possibilité de prendre des résolutions et le mettait à la remorque des événements et à la merci de l’arrivée de nouvelles fraîches, qui ne lui parvenaient que quand elles étaient déjà de notoriété générale. Dans l’après-midi du 18 juillet, Campins restait convaincu que la garnison ne se rebellerait pas sans motif et que les forces armées s’en tiendraient à la décision de leur commandant, qui pour sa part n’envisageait pas de se soulever en armes sans qu’il y eût des raisons impérieuses pour le faire. Cette conviction de Campins lui permit de résister une deuxième fois aux injonctions de Queipo de Llano ; en effet, Campins nota dans son carnet :

« Vers 6 heures de l’après-midi, nouveau coup de fil ; à présent, il me tutoie et me donne quelques éléments de plus : que c’était un mouvement militaire que dirigeait Franco (et ne je ne sais plus qui d’autre encore) […], et que beaucoup de troupes venaient d’Afrique, etc. Je me suis excusé en disant que je n’avais pas suffisamment d’effectifs ; des détachements à Jaén, à Bailén, des forces de réserve, etc., que je ne connaissais pas l’opinion des corps et de leurs officiers, sous-officiers et hommes de troupe ; qu’ici il n’y avait pas de motif [à la proclamation de l’état de guerre], vu que la tranquillité était absolue et que je ne voyais pas la raison d’une telle mesure, enfin, que je ne voulais pas. »

Ensuite, il appela le gouverneur et lui demanda de donner des instructions pour que les communications de Séville cessent de lui être transmises. À Grenade, à la différence de ce qui se passait dans d’autres villes, les dirigeants syndicaux et politiques ne réclamaient pas des armes pour le peuple, Campins ayant en effet persuadé ses interlocuteurs de sa loyauté et qu’il n’y avait aucune raison d’armer le peuple,, et vu que de l’autre côté, le gouverneur avait pleine confiance dans les forces de l’ordre, la Garde civile et la Garde d'assaut. Dans la nuit du 18 au 19 juillet, Queipo de Llano lança sur Radio Sevilla sa « guerre des ondes », dont on pouvait capter les émissions avec une excellente qualité sonore à Grenade et où Queipo s’appliquait à brosser de la situation militaire un tableau extraordinairement favorable pour les insurgés. La causerie (« charla ») de Queipo de Llano encouragea les conspirateurs de Grenade, qui dans la nuit du 18 au 19 se mirent à déployer une intense activité, achevant les préparatifs du soulèvement. Le noyau le plus actif de la conspiration à Grenade se logeait au centre même du pouvoir militaire, situation privilégiée qui permettra aux conjurés, le moment venu, de se passer de Campins, et aux autres membres de la conjuration de porter le coup définitif pour soulever Grenade. La matinée du dimanche 19 juillet fut tranquille, comme le confirma le journal El Ideal par un entretien matinal avec le gouverneur civil, où celui-ci indiquait que l’ordre régnait dans la ville et que toutes les mesures avaient été prises en ce sens. Campins lui-même, en visitant les casernes tôt le matin, ne remarqua rien d’anormal,.
Lors d’une conversation téléphonique, le nouveau ministre de la Guerre Luis Castelló enjoignit à Campins de mettre sur pied une colonne militaire contre Cordoue. Campins, qui jugeait inepte cet ordre et y voyait le produit du désarroi régnant alors à Madrid, appela les colonels de ses régiments, leur fit part des ordres du ministre et s’enquit de leur opinion. Tous deux lui avouèrent alors que s’ils devaient former une colonne pour attaquer les insurgés de Cordoue, ils se rallieraient à eux.
Dans la matinée du 19 juillet, Campins prit finalement la résolution de décréter l’état de guerre, compte tenu de l’attitude majoritaire des forces sous ses ordres, dont c’était le désir et qui étaient même prêts à appliquer cette mesure sans l’autorisation de leur général. Campins était à présent au fait du sentiment de ses subordonnés, car tous avaient remisé leur dissimulation des jours précédents et se montraient dorénavant au grand jour comme des conspirateurs bien décidés à se rebeller et à s’unir aux insurgés de Cordoue. Campins se livrait ainsi à une double manœuvre dilatoire, vis-à-vis du ministère à Madrid, avec lequel il n’avait pas encore rompu, et vis-à-vis des insurgés, en particulier de Queipo de Llano, auxquels il se ralliera définitivement le lendemain.
Dans la nuit du 19 au 20 juillet, Campins désobéit pour la deuxième fois en quelques heures à un ordre du gouvernement, en l’espèce en refusant que les armes déposées dans la caserne d’artillerie soient remises aux mains des milices du Front populaire et en n’acceptant de ne procéder à une distribution d’armes que par le truchement de la Garde civile. Quant à la Garde d’assaut, qui aurait posé un problème difficile pour les insurgés si celle-ci se fût maintenue dans la légalité compte tenu des faibles effectifs de la garnison grenadine et de la bonne instruction et de l’armement des gardes d’assaut, ni Campins ni le gouverneur civil ne savaient que le capitaine de la Garde d’assaut avait promis sa participation aux militaires conspirateurs, grâce à quoi la victoire de l’insurrection était quasiment garantie,. La Garde civile s’étant elle aussi engagée à collaborer avec les rebelles, les conspirateurs purent décider que les troupes sortiraient à la rue dans l’après-midi, sans en informer Campins. L’ordre de distribution d’armes aux milices syndicalistes et de gauche, qui équivalait à une provocation à l’adresse des militaires que Campins ne pouvait laisser passer, constitua pour Campins un motif suffisant pour rompre définitivement avec la légalité : « Je pense qu’il n’y a pas d’autre solution que de déclarer l’état de guerre », note-t-il dans son carnet. Cette décision impliquait du même coup la rupture avec le gouverneur civil.
Campins ordonna à la compagnie qui était en ordre de marche à se mettre en mouvement et à sortir de la caserne dès réception du décret qu’il se disposer à signer. De retour dans le centre de commandement militaire, Campins signa en triple exemplaire le texte de la proclamation de l’état de guerre, texte rédigé par lui personnellement et promulgué officiellement le 20 juillet à 17 h 30. Aussitôt après lecture publique du décret, le reste des unités disponibles entreprirent d’occuper militairement la ville, en exécutant le plan établi par le commandant militaire et son état-major. Campins ressentit un grand soulagement à voir que sa proclamation était un succès, d’autant qu’il considérait que, ainsi qu’il le notera peu après dans ses notes de défense, « si cela s’était fait plus tôt, ou si cela ne s’était pas fait ainsi, beaucoup des officiers qui aujourd’hui me reprochent mon retard, auraient péri ou auraient pris la fuite comme ceux de Malaga » .
L’état de guerre proclamé, Campins fit quelques déclarations au journal El Ideal, qui furent publiées dans l’édition du 21 juillet et où Campins justifiait son action en arguant :

« J’ai voulu à tout moment rester dans la légalité ; mais, devant l’abandon manifeste où nous laissait le pouvoir central, devant le manque d’attention de la part du gouverneur civil, avec qui j’ai à tout moment souhaité garder le contact, il y avait lieu que j’ordonne que soit déclaré l’état de guerre dans la province de Grenade. »

Campins faisait aussi référence aux tentatives de groupes extrémistes d’inciter les soldats à se rebeller contre leurs supérieurs, et ce sans que le gouverneur civil, à qui ces agissements avaient pourtant été signalés par Campins, n’ait rien entrepris pour y mettre fin.
Cependant, le contrôle total de la ville ne put être réalisé que deux jours plus tard, après que les forces insurgées eurent occupé militairement le quartier Albaicín, qui dans la nuit du 20 juillet avait décidé de résister en dressant des barricades et en élaborant de rudimentaires plans de défense pour les habitants du quartier et les sympathisants de gauche.
L’aérodrome d’Armilla près de Grenade fut pris par les forces de la garnison grenadine, mais les insurgés n’y trouvèrent que des installations vides et le peu de matériel restant avait été rendu inutilisable. En effet, le capitaine Muñoz del Corral, commandant de la base, après avoir entendu à la radio la proclamation de l’état de guerre à Grenade, avait donné ordre à ses hommes de quitter Armilla et de se rendre à la base de Los Alcázares, près de Murcie, en passant par Motril et Almería, mais pas avant d’avoir saboté le matériel non transportable. Cet état de fait suscita une indignation contre Campins, qui n’avait fait relever les chefs d’aviation que quelques heures seulement avant la proclamation de l’état de guerre. D’autre part, à la suite des événements dans l’aérodrome, Campins reçut un coup de téléphone du capitaine de la Garde civile de Motril lui demandant des instructions sur l’attitude à adopter face à la présence dans la ville de Motril de la colonne d’aviation. Campins ordonna de ne pas intervenir et de laisser ladite colonne poursuivre sa route, au motif que 10 ou 12 gardes civils ne pouvaient rien faire ou très peu face à des effectifs très supérieurs en nombre et dotés de mitrailleuses, capables d'en finir facilement avec la petite force de gardes civils, et que sécuriser Motril apparaissait beaucoup plus important. Cette décision fut regardée par les militaires opposés à celle-ci, et aussi par le commandant Valdés, récemment nommé gouverneur civil par Campins, comme une nouvelle démonstration du comportement à leurs yeux ambigu de Campins. De façon générale, le colonel Muñoz et Valdés étaient en désaccord avec les décisions de Campins et avec sa prétention à régir l’ensemble des interventions, tant militaires que politiques. La fuite de la garnison d’Armilla, les ordres dictés à Motril, l’attitude intransigeante de Campins qui revendiquait l’autorité maximale, ses hésitations à l’heure du soulèvement, avaient engendré chez Valdés et Muñoz une hostilité ouverte envers Campins, laquelle se concrétisera peu après dans la dénonciation qu’ils feront parvenir à Queipo de Llano. Entre-temps, à Grenade, la normalité était générale, et la nuit s’écoula tranquille ; seul s’entendait un coup de feu de temps à autre.

#### Rupture avec Queipo de Llano

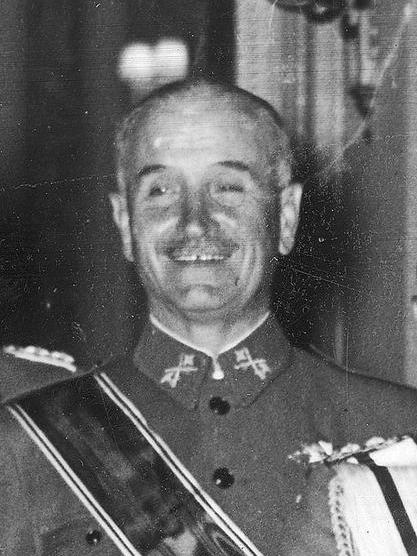
Le général Queipo de Llano, chef nationaliste de Séville, instigateur de la condamnation à mort de Campins.

Trois avions de chasse de type Nieuport 52 en provenance de Getafe, dont les pilotes n’étaient pas au courant de la rébellion de la garnison grenadine, venaient d’atterrir sur l’aérodrome d’Armilla dans la matinée du 21 juillet. Campins ordonna que ces avions soient rendus prêts à opérer et leur assigna les officiers qu’il considérait les plus compétents. Ensuite, Campins appela Séville pour communiquer à Queipo de Llano les dernières nouvelles sur le soulèvement dans la province de Grenade. Le dialogue entre les deux généraux fut tendu et désagréable, après que Campins eut refusé de remettre à Queipo de Llano les trois avions capturés à Armilla, au motif qu’il en avait besoin pour appuyer les opérations de consolidation du soulèvement dans toute la province. Queipo de Llano interdit à Campins de s’immiscer dans les questions non strictement militaires. La cause de cette animosité était la disparité de point de vue entre les deux hommes sur d’innombrables sujets les concernant, en plus de la répulsion que la trajectoire politico-militaire de Queipo de Llano provoquait chez Campins et le mépris que Queipo de Llano affichait à l’égard de professionnels qui, tels que Campins, possédaient un grand prestige au sein de l’armée espagnole.
À la faveur de cette brouille, le gouverneur civil décida, en collaboration avec le colonel Muñoz et avec les officiers d’aviation et d’artillerie les plus critiques à l’endroit de Campins, de mettre en marche un plan visant à écarter ce dernier du poste de commandant militaire. Les lieutenants Bermúdez de Castro et Peñafiel firent le voyage de Tablada, base aérienne près de Séville, et demandèrent à pouvoir s’entretenir immédiatement avec Queipo de Llano, qui accepta de les recevoir. Bermúdez de Castro, qui connaissait Queipo de Llano et sa famille, se chargea alors d’accuser Campins, sur les imputations suivantes :
- réticence à entrer en rébellion ;
- obéissance au gouvernement de Madrid jusqu’à l’après-midi du 20 juillet ;
- tentative d’organiser une colonne militaire contre les insurgés de Cordoue ;
- tentative de fournir des armes au peuple ;
- perte de matériel aéronautique et de l’aérodrome d’Armilla par la mise en œuvre des destitutions ordonnées par le haut commandement de l’aviation contre plusieurs officiers-pilotes engagés dans le soulèvement ;
- ordre donné à la Garde civile de Motril de ne pas attaquer la colonne de fugitifs d’Armilla.

Sans même entendre l’accusé, Queipo de Llano promit de limoger Campins et ordonna son arrestation. Dans sa causerie radiophonique de 15 heures, il attaqua vertement Campins, fustigeant son « indigne conduite » et annonçant sa mise en détention. Un mandat d’arrêt fut émis, qui le somma de transférer sur-le-champ le commandement et d’attendre qu’un dossier ait été constitué pour déterminer ses responsabilités. Campins manda alors le colonel Basilio León Maestre, officier le plus ancien, et lui remit le commandement.
Un décret de proclamation de l’état de guerre fut ensuite publié qui était destiné à remplacer celui de Campins, et dans lequel on remarque un net durcissement des termes employés, notamment quand, là où Campins avertissait sur l’application des peines maximales prévues par la loi en cas d’infraction aux ordres, le colonel León Maestre menaçait à présent d’appliquer le code de justice militaire et insinuait que la mise en marche d’une procédure accélérée (sumarísima) — laquelle n’avait pas même été évoquée par Campins dans son décret — équivaudrait à l’exécution de l’incriminé. L’esprit de ce nouveau décret était en consonance avec les souhaits de Queipo de Llano, comme l’attestent les incessantes mentions de « passer par les armes » ceux qui n’obéiraient pas aux ordres ou qui, comme cela se produira effectivement dans les jours suivants, étaient simplement soupçonnés d’adhérer aux idées incarnées par la république.
Le 22 juillet, avis officiel fut donné à Campins qu’il se trouvait en détention.

#### Mise en accusation, procès et sentence de mort
En raison de la disparition du dossier d’instruction judiciaire contre Campins, il est impossible de retracer de façon fiable ce qui s’est réellement passé. Il reste que la feuille de service de Campins porte la mention suivante : « Le 20 juillet, il proclama l’état de guerre dans la place [de Grenade] et le 22 juillet fit l’objet d’une enquête judiciaire et fut condamné à la peine de mort, laquelle fut mise à exécution le 16 août ». Sur la foi de ces informations, il faut admettre que l’instruction en vue du procès de Campins avait été menée dès le lendemain de sa destitution, et ce alors même qu’il l’ignorait.
Pour évaluer la situation dans la ville de Grenade, le général Franco ordonna à Orgaz d’effectuer une visite d’inspection, auxquelles fins celui-ci s’envola le 25 juillet de Tétouan pour la base d’Armilla. Campins, mis au courant de la venue d’Orgaz par le journal local, attendit en vain le 26 juillet la visite de celui qui était supposé être son ami, qui ne fera pas davantage son apparition le lendemain 27 juillet. Campins décida alors de lui écrire une lettre, compte tenu qu’Orgaz avait projeté de rencontrer Franco, Queipo et Varela le lendemain à Séville, afin de s’entretenir sur des sujets d’importance. Campins relatait dans sa lettre à Orgaz les vicissitudes auxquelles il avait été exposé dès son arrivée à Grenade, son ignorance de la conspiration en cours, son premier refus à Queipo de Llano au moment où il ne disposait d’aucune information fiable sur le soulèvement, sa rupture avec le gouvernement de Madrid, ses décisions relatives à la remise des armes et enfin, la proclamation de l’état de guerre et sa destitution radiophonique par Queipo de Llano. Cette lettre ne parvint jamais à Orgaz. Le 28 juillet eut lieu à Séville ladite rencontre entre Franco, Orgaz et Varela. Au moment d’aborder la situation à Grenade et d’évoquer la nomination d’un nouveau commandant militaire, il était inéluctable qu’il soit question aussi de Campins, cependant rien ne transpira de cette conversation.
Le 4 août, Campins fut conduit en avion à Séville, où il fut emmené au centre de commandement militaire. Le 9, en compagnie des autres détenus, il fut transféré à la Plaza de España, dans l’édifice construit à l’occasion de l’Exposition ibéroaméricaine, où Campins fut installé dans une chambre individuelle et parfaitement bien traité.
Les démarches que Franco entreprit plus tard pour sauver la vie de Campins permettent de supposer qu’il était au courant des déboires de Campins dès les premiers jours d’août. Si publiquement Queipo de Llano semblait partager l’enthousiasme soulevé dans le peuple et dans l’armée par le personnage de Franco, il lui déplaisait en réalité d’être sous ses ordres et de faire figure de subordonné. Il est dès lors vraisemblable que pour cette raison il ait fait de « l’affaire Campins » une question d’amour-propre et ait réclamé pour lui seul la totale responsabilité de la résoudre, sans admettre d’ingérence d’aucune sorte. Franco pour sa part comptait sans doute apporter une solution sitôt qu’il aurait réglé définitivement le difficile problème du franchissement du détroit de Gibraltar par le gros de ses troupes. Entre-temps, Franco se trouvait déjà à Séville, ses troupes combattaient dans la Péninsule et s’étaient attelées à sécuriser la portion de territoire et les villes précairement dominées par Queipo de Llano et ses maigres forces mal préparées. Pourtant, Franco ne parvenait pas à s’imposer face au « vice-roi d’Andalousie », de qui il était séparé par la différence d’âge et par quelques années d’ancienneté en moins sous le grade de général de division. Franco ne put par conséquent rien faire pendant les premiers jours de son séjour à Séville.
Le 11 août, le colonel Arcusa en qualité de juge, accompagné d'un capitaine en qualité de secrétaire, notifia à Campins l’acte de mise en accusation et de condamnation à la prison pour rébellion militaire. Il protesta et sollicita la révocation de l’acte, mais en vain. Campins décida alors d’écrire deux lettres importantes, l’une à son beau-frère et l’autre à Franco. Dans la lettre adressée à Franco, très semblable à celle naguère adressée à Orgaz, Campins s’efforçait d’exposer sa propre version des faits survenus à Grenade et faisait part de sa conviction qu’il n’y avait plus à ce moment-là d’autre façon d’agir que la sienne. D’autre part, Campins signalait aussi des irrégularités dans le procès mené contre lui et mettait en lumière son impuissance à contrarier l’action de ses accusateurs, sollicitant en conséquence l’aide de Franco.
Franco s’occupa effectivement de l’affaire Campins jusqu’au dernier moment et tenta de lui sauver la vie. Ainsi que le relate le cousin et secrétaire du futur Caudillo, Francisco Franco Salgado-Araújo :

« Queipo refusa toujours d’accéder à cette requête, disant que Campins payerait sa trahison. Franco ne faiblissait pas dans ses démarches, qui furent secondées par moi. Redoutant d’avoir une rencontre désagréable avec son collaborateur ou de voir se rompre l’union qui à tout moment, et plus particulièrement à cette occasion-là, était tellement nécessaire à la victoire du Mouvement national, Franco me donnait, pour que je les remette aux mains de Queipo, les siennes lettres, sollicitant de celui-ci l’amnistie pour son ancien ami et compagnon. Ledit général, chef de la juridiction de Justice militaire de Séville, me recevait toujours courtoisement et aimablement. Il ouvrait les lettres qui lui étaient remises de la part du général Franco et les déchirait,. »

À l’intention de son épouse, il résuma dans une lettre les événements de Grenade de la manière suivante :

« Tout mon crime consiste en ceci que, tout au long de mon bref commandement à Grenade, je me suis imposé le devoir et que je l’ai accompli, que ce qui a été fait a tendu à ce qu’il n’y ait pas de heurts entre les corps armés et la population civile, ni qu’au sein de ceux-là les officiers soient assassinés dans le dos, comme cela s’est produit à Malaga, Barcelone ou Madrid. Pendant que moi je commandais, il n’y a pas eu de sang versé à Grenade. Savoir cela me suffit. »

Le 12 août, aux environs de 10 heures du matin, le juge, le secrétaire et le capitaine-défenseur lui donnèrent lecture des charges, ainsi que le prescrit le code de justice militaire. L’incrimination était celle de rébellion militaire, avec le motif de désobéissance ; il était fait état également de ce que le texte de la proclamation de l’état de guerre était « faible ». Dès lors, la peine requise était la peine de mort.

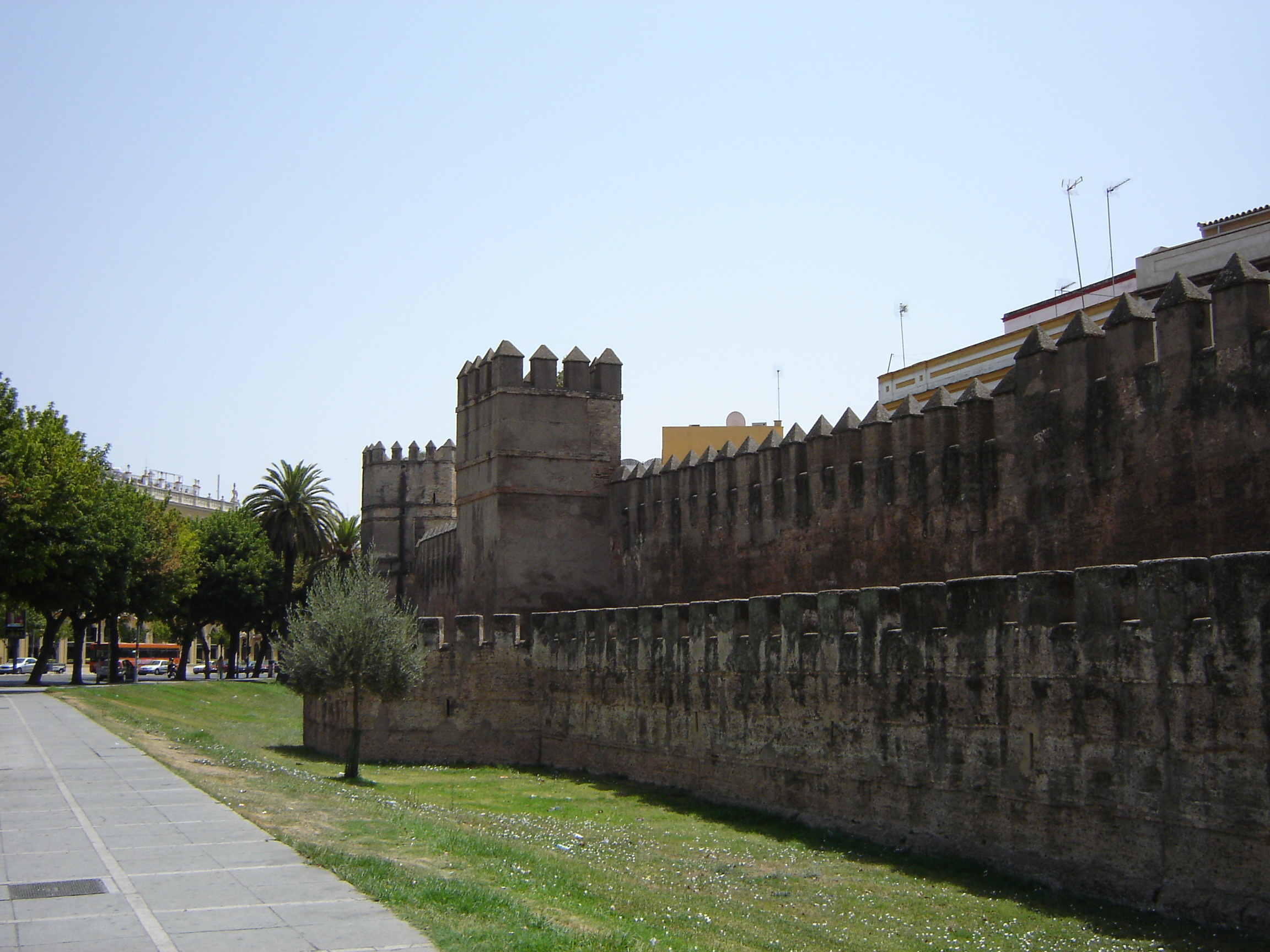
Muralla de la Macarena, vestige du mur d’enceinte de la ville de Séville. C’est au pied de cette muraille que ceux condamnés par la justice militaire de Queipo de Llano étaient fusillés de préférence.

Le 14 août, en accord avec l’agenda prévu, un conseil de guerre, présidé par le général López Pinto, commença son audience dans l'affaire Campins. Le juge d’instruction donna lecture des charges, que par suite de la disparition du dossier on ne connaît pas dans toute leur extension. Le rapport du défenseur permet d’établir que les accusations contre Campins s’énonçaient comme suit :
- rébellion militaire et opposition au soulèvement ;
- destitution des officiers d’aviation engagés dans le soulèvement et nomination en leur lieu et place d’officiers acquis au gouvernement central, à l’origine de la fuite de la garnison de la base d’Armilla et de la destruction de divers matériels, au moment de la proclamation de l’état de guerre ;
- tentative d’organisation d’une colonne militaire, suivant les instructions du gouvernement, afin de marcher contre les insurgés de Cordoue ;
- tentative de remise des armes disponibles dans la caserne d’artillerie à la Garde civile, afin que celle-ci, en exécution des ordres du gouverneur civil, les remette à son tour aux milices de gauche ;
- ordre donné au capitaine de la Garde civile de Motril de laisser en liberté la colonne d’aviateurs fugitifs d’Armilla et de la laisser poursuivre son chemin.

Le procureur requit la peine maximale pour rébellion contre le Comité militaire, fondant cette réquisition non sur le code de justice militaire, mais sur la « loi de nécessité ». Les dépositions des « témoins » de Grenade, dont il fut donné lecture pendant l’audience, différaient notablement des déclarations de Campins, mais étaient en résonance avec les charges qui lui étaient imputées.
Ne voulant sous aucun prétexte déroger aux formalités de rigueur, Queipo de Llano ordonna, une fois connu le verdict du conseil de guerre, d’expédier un radiogramme chiffré au président de la Junte de défense nationale siégeant à Burgos, dont il obtint l’approbation. Il restait à Queipo de Llano d’attendre que soient terminées les festivités du 15 août à Séville avant de faire exécuter Campins. Le 16 août donc se présentèrent dans la prison le juge, le secrétaire et le défenseur, qui lui lurent la sentence, et sitôt après Campins se rendit à la chapelle sise dans le bureau du directeur de prison, où il se confessa et communia. La sentence fut exécutée à Séville, à 6 h 30 du matin, sur une place près de la basilique de la Macarena, au pied des anciennes murailles d'enceinte, où s’était massée une foule importante.
Plus tard, Franco se « vengera mesquinement » — selon les termes de Bennassar — de cette mise à mort de son plus précieux collaborateur de Saragosse en refusant à Queipo de Llano la grâce du général Batet.

## Distinctions
- Croix de 1re classe du Mérite militaire (1906) ;
- Croix de 2e classe du Mérite militaire, avec insigne rouge (1924) ;
- Croix de 3e classe du Mérite militaire (1932, 1934) ;
- Croix de Marie-Christine (1911, 1912, 1927) ;
- Médaille militaire collective décerné au régiment de la Couronne no 71 (1922) ;
- Officier de la Légion d'honneur française (1927).

## Dans la culture populaire
Dans le série télévisée Lorca, muerte de un poeta (1988), Campins est interprété par l’acteur Alexander Allerson.